# Musée de Capodimonte
Pour les articles homonymes, voir Capodimonte.
Le musée de Capodimonte (en italien Museo nazionale di Capodimonte) est l'un des musées les plus importants de Naples, et l'un des plus grands musées d'Italie. Il se situe au 1, via Miano, à l'intérieur du parc éponyme , au sein de l'ancien palais royal de Capodimonte édifié pour Charles de Bourbon, roi de Naples, par l'architecte romain Antonio Canevari.
Comptant une centaine de salles, le musée abrite des galeries d'art ancien, une d'art contemporain et un appartement historique. Pinacothèque de premier plan, elle conserve et expose des œuvres, entre autres, de Giovanni Bellini, Sandro Botticelli, Le Caravage, Parmigianino, Luca Giordano, Annibale Carracci, Artemisia Gentileschi, Francisco de Goya, Simone Martini, Masaccio, Titien, Le Greco…
On y trouve également une grande collection de céramiques et de majoliques, et, à l'extérieur, un jardin botanique et le pavillon de chasse originel.
En 2017, le musée a enregistré 262 440 visiteurs, se classant 28e parmi les 30 musées d'État les plus visités d'Italie.

## Histoire

### XVIIIesiècle

#### Contexte
Charles de Bourbon, qui monte sur le trône de Naples en 1734, est confronté au problème de conserver dignement les œuvres d'art héritées de sa mère, Élisabeth Farnèse, dernière descendante de la famille ducale de Parme, qui font partie de la collection Farnèse, commencée par le pape Paul III au XVIe siècle et poursuivie par ses héritiers. Encore dispersées entre Rome et Parme, certaines œuvres, notamment celles dont la valeur dépasse les frais de transport, sont transférées au palais royal de Naples (parmi les principales, celles de Raphaël, Annibale Carracci, Le Corrège, Titien et Parmigianino) où, cependant, il manque une véritable pinacothèque. Au fil du temps, le reste de la collection est également déplacée et conservée à l'intérieur des dépôts du palais, son intégrité étant toutefois menacée par des éléments naturels comme la proximité de la mer.

#### Construction et premières installations
En 1738, le roi décide d'ériger un pavillon de chasse (casino di caccia) sur la colline de Capodimonte, au nord de sa capitale. Très vite, il s'oriente finalement vers la construction d'un véritable palais, la Reggia di Capodimonte, d'après les plans d’Antonio Canevari et de Giovanni Antonio Medrano, l'architecte du Teatro San Carlo de Naples, destiné à servir de musée. Parallèlement, une équipe d'experts définit les espaces intérieurs pour aménager la collection ; le projet prévoit que les œuvres seront conservées dans les salles exposées au sud, sur la mer. Dès l'origine, Capodimonte a donc une vocation muséale.
La construction est encore inachevée quand les premières toiles sont installées en 1758, dans douze grandes salles, réparties par artistes et écoles de peinture. On ignore cependant quelles œuvres exactement sont exposées dans le musée, les registres de l'époque ayant été détruits lors la seconde Guerre mondiale. Parallèlement, l'Académie royale de dessin est créée en 1755, dont la direction est confiée au peintre Giuseppe Bonito.

#### Fin des travaux

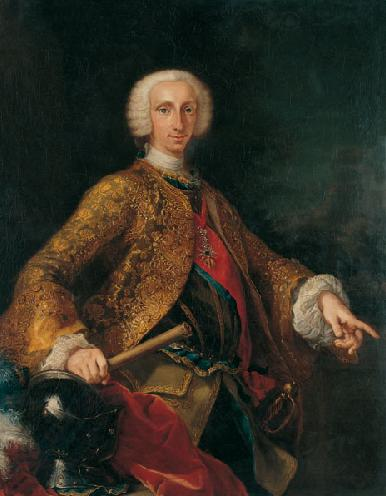
Giuseppe Bonito, Portrait de Charles de Bourbon, vers 1745, Colección Fundación Banco Santander, Madrid.

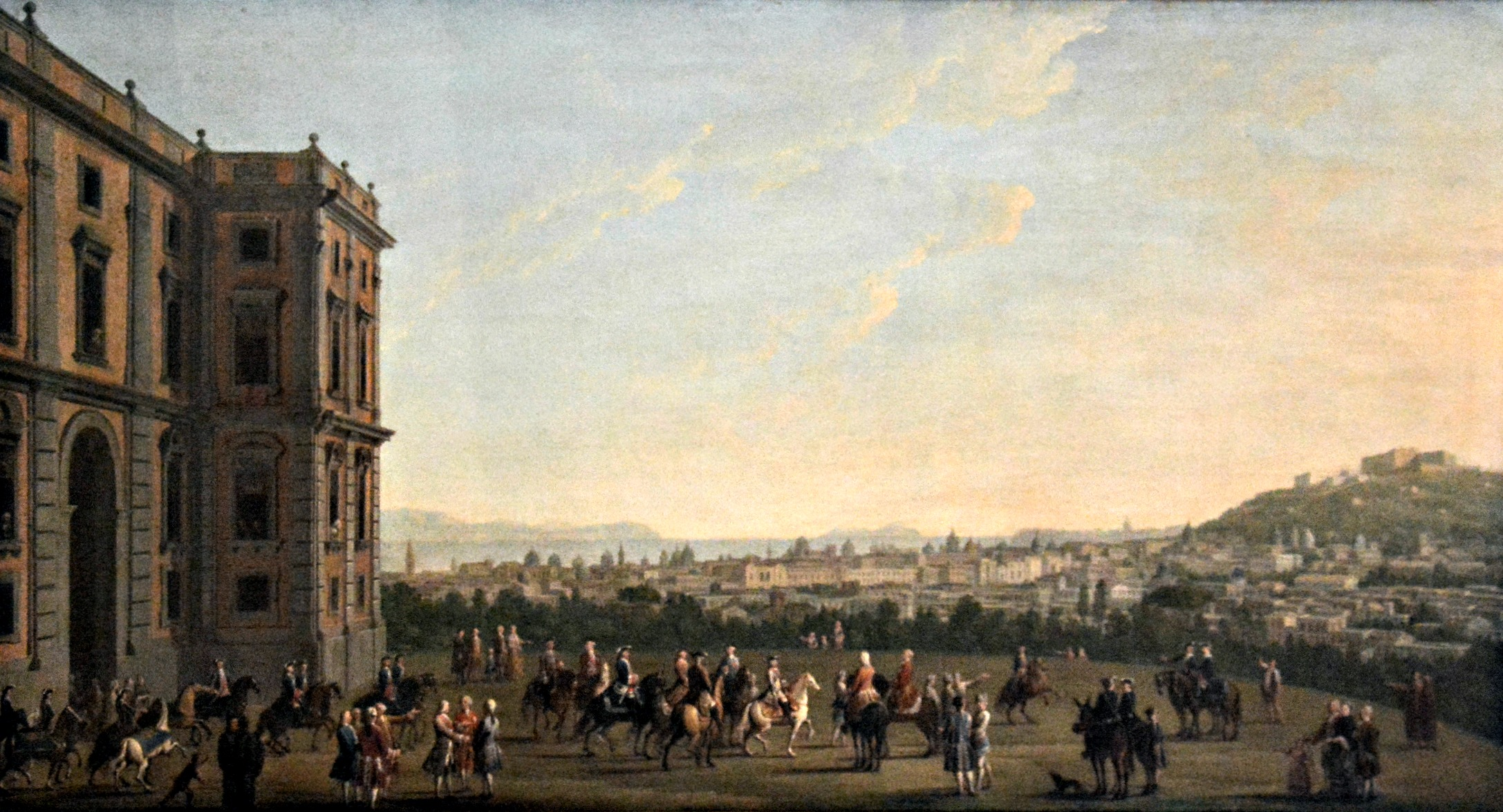
Antonio Joli, Ferdinand IV à cheval avec sa cour, devant le palais de Capodimonte, musée de Capodimonte.

Les travaux avancent lentement et se poursuivront tout au long du siècle en raison des difficultés d'acheminement des matériaux issus des carrières de Pianura, à l'ouest de Naples. Dès 1758, les collections sont transférées dans la partie existante du palais. En 1760, Ferdinand IV confie à l'architecte Ferdinando Fuga l'agrandissement du palais et l'aménagement du parc.
En 1759, le reste de la collection est transféré : des cartons préparatoires des fresques de la chapelle Pauline de Michel-Ange et de la chambre d'Héliodore au Vatican de Raphaël, des peintures de Giorgio Vasari, Andrea Mantegna et Masolino da Panicale. Parmi les visiteurs de l'époque figurent Jean-Honoré Fragonard, le marquis de Sade, Joseph Wright of Derby, le sculpteur Antonio Canova (en 1780), Johann Wolfgang von Goethe et Johann Joachim Winckelmann.
Vers la fin des 1770, avec le transfert d'autres pièces de la collection Farnèse, le musée compte vingt-quatre salles ; de nouvelles peintures sont également achetées, les premières de peintres du Sud, comme Polidoro da Caravaggio, Cesare da Sesto, José de Ribera, Luca Giordano, ainsi que des panneaux de Anton Raphael Mengs, Angelica Kauffmann, Élisabeth Vigée Le Brun et Francesco Liani, tandis qu'en 1783 est achetée la collection du comte Carlo Giuseppe di Firmian, contenant environ vingt mille gravures et dessins d'artistes tels que Fra Bartolomeo, Perin del Vaga, Albrecht Dürer et Rembrandt.
En 1787, sur les conseils du peintre de la cour Jacob Philipp Hackert, un laboratoire de restauration des peintures est créée, confié d'abord à Clemente Ruta, puis à Federico Andres.Le Règlement du musée de Capodimonte est établi en 1785 : les horaires d'ouverture, les devoirs des gardiens, la responsabilité du dépositaire, l'accès aux copistes ; l'accès n'est pas ouvert à la population, ce qui s'est déjà produit dans d'autres musées bourboniens, sauf avec un permis délivré par la Secrétairerie d'État.
À la fin du XVIIIe siècle, alors que le musée abrite environ mille huit cents tableaux, la décision est prise de créer un centre muséal napolitain unique. Le choix se porte sur le Palazzo degli Studi, le futur musée archéologique national de Naples, où les travaux pour la nouvelle utilisation publique commencent dès 1777, confiés à Ferdinando Fuga, avec l'intention d'y transporter l'ensemble des collections Farnèse et de l'Académie Ercolanese, cette dernière ayant été constituée à la suite des découvertes archéologiques des fouilles de Pompéi, Herculanum et Stabia, et d'en faire le siège de la bibliothèque et l'académie.

### XIXesiècle

#### La République parthénopéenne et la décennie française

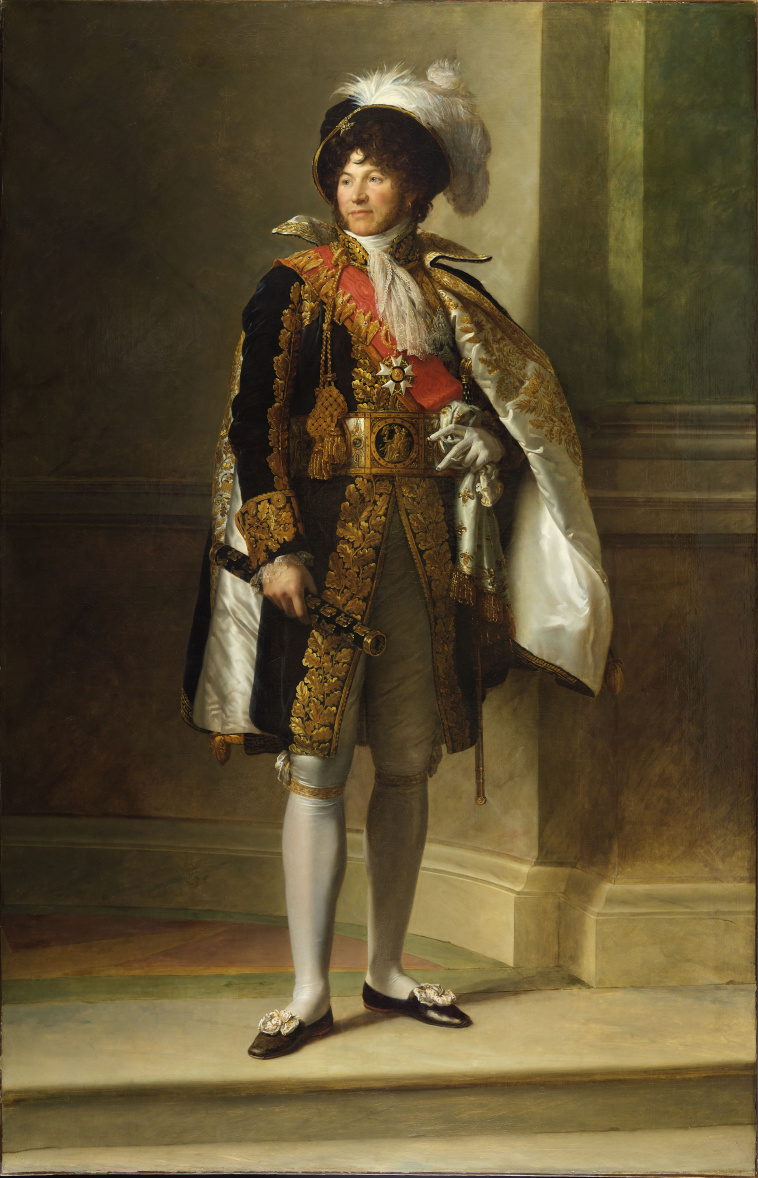
François Gérard, Portrait de Joachim Murat, vers 1800-1810, musée de Capodimonte.

En 1799, lors de l'arrivée des Français à Naples et la brève République parthénopéenne, Ferdinand IV s'enfuit à Palerme en emportant les quatorze pièces les plus précieuses des collections. Le palais est occupé par les troupes du général Jean-Étienne Championnet. Les soldats français pillent de nombreuses œuvres : sur les mille sept cent quatre-vingt-trois tableaux qui font partie de la collection, dont trois cent vingt-neuf de la collection Farnèse et le reste constitué d'acquisitions bourboniennes, trente sont destinés à la République, tandis que trois cents autres sont vendus, notamment à Rome. De retour à Naples, Ferdinand ordonne à Domenico Venuti de retrouver les œuvres pillées ; les rares récupérées ne retournent cependant pas à Capodimonte, mais au Palazzo Cellammare, le nouvel emplacement choisi comme musée de la ville.
Entre 1806 et 1815, pendant l'occupation française, la Reggia est privée de sa fonction muséale et devient la résidence exclusive des rois de Naples, Joseph Bonaparte (1806-1808) et Joachim Murat (1808-1815) : l'ensemble des collections est déplacé à l'intérieur du Palazzo degli Studi (MAN), même si, pour meubler les nouvelles salles du palais, des peintures provenant de monastères supprimés comme l'église Santa Caterina a Formiello, l'église Sainte-Anne-des-Lombards et la basilique San Lorenzo Maggiore sont utilisées, à tel point que Joachim Murat émet l'hypothèse de la création d'une pinacothèque à Capodimonte, dans le but, comme il dit lui-même : « D'exciter le génie de la jeunesse, à l’exemple des anciens maîtres ».

#### Restauration des Bourbons
Même avec la restauration des Bourbons en 1815, le palais de Capodimonte continue à remplir sa fonction résidentielle : les murs des pièces sont ornés de peintures envoyées par de jeunes artistes napolitains envoyés à Rome pour étudier aux frais de la Couronne, et qui peuvent ainsi montrer leurs progrès. En 1817, la collection du cardinal Borgia arrive au palais, fortement désirée par Murat mais dont l'achat est finalisé par Ferdinand. Dans ces années, les exemples de dispersion d'œuvres appartenant à l'ancien musée ne manquent pas, comme celles données à l'université de Palerme en 1838 ou la vente de la collection de Léopold de Bourbon-Siciles, frère de François Ier roi des Deux-Siciles, à son gendre Henri d'Orléans, pour régler ses dettes de jeu puis transféré au château de Chantilly.
Ferdinand IV, revenu de son exil sicilien, relance les travaux dans le parc et le palais : ceux-ci sont exécutés par de nombreuses artisans, peintres et sculpteurs, qui œuvrent en particulier dans le Salone delle Feste. Lorsqu'en 1825 François Ier accède au trône, la poursuite des travaux est confiée à l'architecte de la maison royale Antonio Niccolini. De 1826 à 1836, celui-ci réalise ainsi l'escalier monumental extérieur qui relie le Tondo di Capodimonte au palais, mais également la façade ouest (1828), la palazzina dei Principi pour les membres de la famille royale, le jardin à l'anglaise [réf. nécessaire], et les décorations de la salle de bal et du Salottino pompeiano.

#### Après le Risorgimento
Avec le Risorgimento, après l'expédition des Mille par les Piémontais et la chute des Bourbons en 1861, Capodimonte devient un palais de la maison de Savoie, qui ajoute une très importante collection d'armes historiques, notamment d'armes à feu. Annibale Sacco est nommé directeur de la Maison Royale ; le palais de Capodimonte, en plus de continuer à remplir son rôle de demeure, retrouve, quoique officieusement, une fonction de musée.

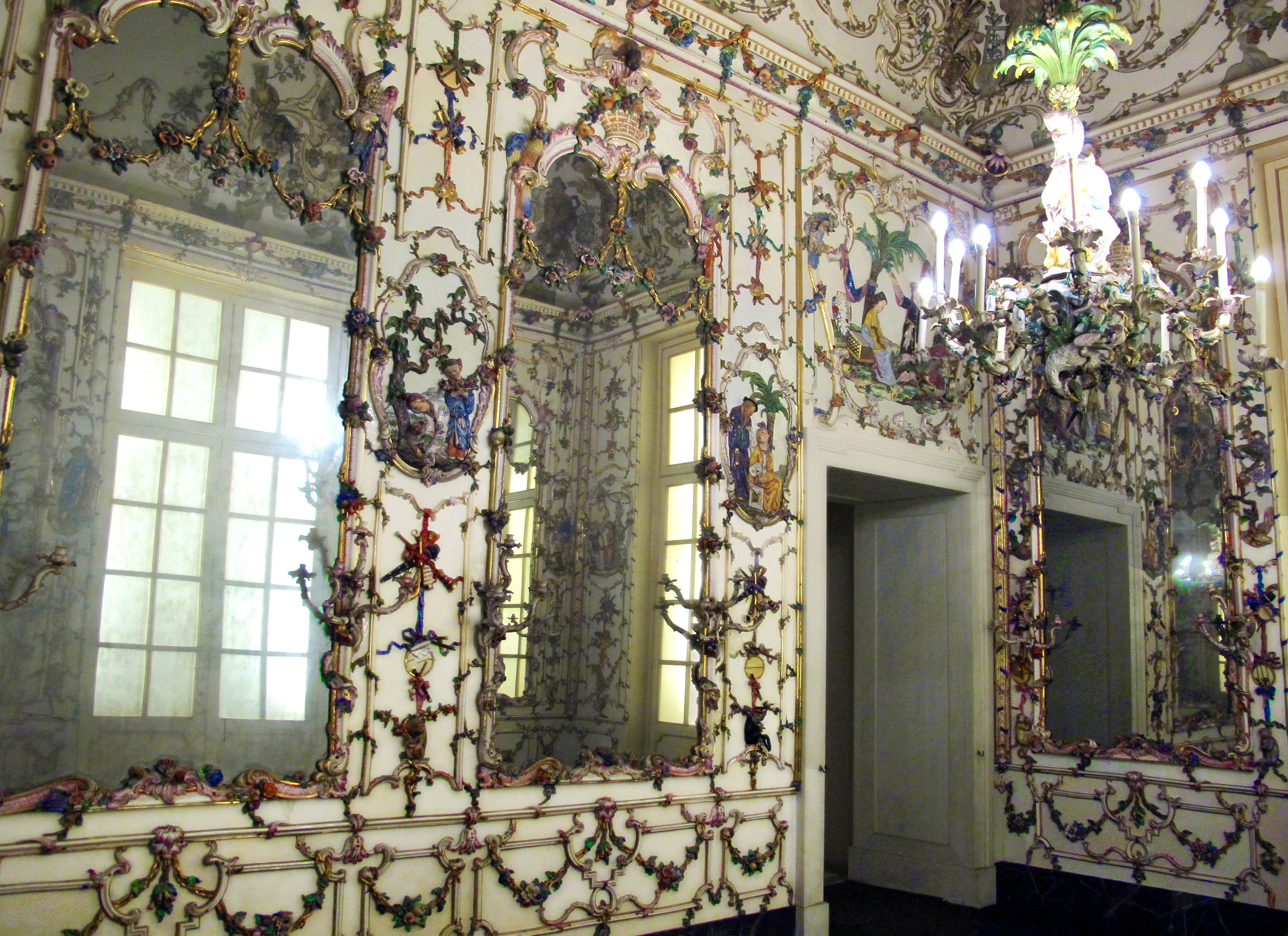
salon de porcelaine de style chinois de Marie-Amélie de Saxe, 1757-1759.

De nouvelles pièces sont ajoutées aux collections d'art, Domenico Morelli étant chargé des nouvelles acquisitions. Après la vente d'environ neuf cents tableaux, Annibale Sacco et ses collaborateurs Domenico Morelli et Federico Maldarelli, transfèrent de nombreuses porcelaines et biscuits dans les salles du palais ; des peintures de l'école napolitaine, qui en un peu plus d'un an vingt ans dépassent les six cents unités, et plus d'une centaine de sculptures sont installées dans l'aile nord-ouest : toutes les œuvres sont disposées chronologiquement, selon les normes muséales modernes, dans les salles autour de la cour nord, créant une sorte de pinacothèque au rez-de-chaussée. En 1864, la collection d'armes farnésiennes et bourboniennes est transférée ; en 1866, c'est au tour du salon de porcelaine de style chinois de Marie-Amélie de Saxe, initialement installé dans une pièce du palais royal de Portici, et en 1880, les tapisseries tissées par la Manufacture Royale et les animaux de la crèche de l'artisanat napolitain sont transférés. Le palais de Capodimonte redevient un centre culturel napolitain, à tel point qu'en 1877 une fête y est organisée à l'occasion de l'exposition nationale des Beaux-Arts. En 1877 un pavement en marbre d'époque romaine y est transféré depuis une villa romaine de Capri, la villa Jovis.

### XXeetXXIesiècles

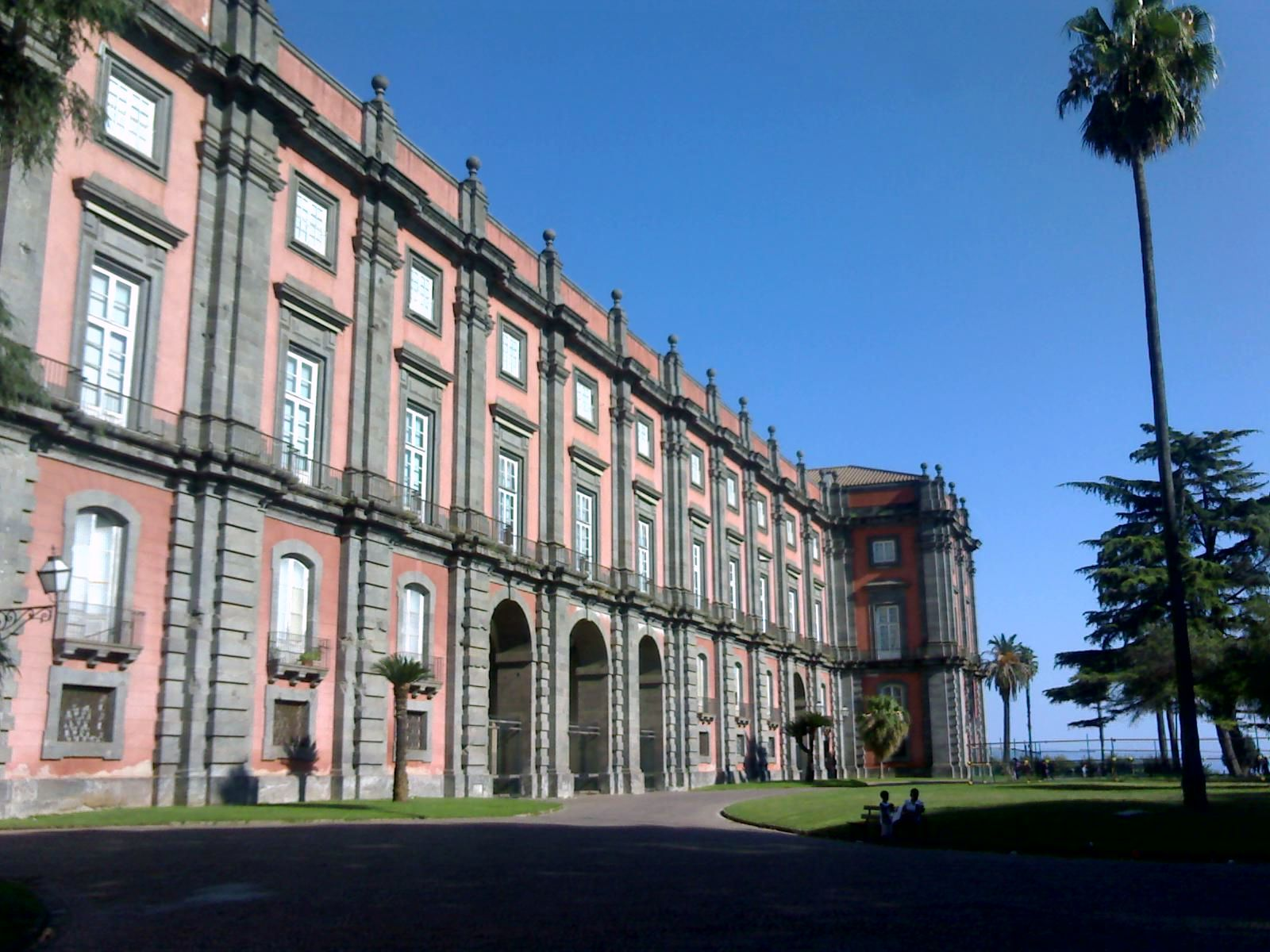
Façade arrière.

La muséification se ralentit au début du XXe siècle : le palais devient la résidence permanente de la famille du duc d'Aoste, tandis que les collections qui formeront le noyau du futur musée sont encore rassemblées dans le Palazzo degli Studi, qui, avec l'unification de l'Italie prend le nom de Musée National. Malgré l'achat d'œuvres de peintres comme Masaccio, en 1901, et Jacopo de' Barbari, entre les années 1920 et 1930, le pic des aliénations est atteint : celles-ci sont réalisées soit pour satisfaire les demandes avancées par Parme et Plaisance, comme une sorte de compensation pour ce que Charles de Bourbon a pris, soit pour meubler les pièces des sièges institutionnels de l'État italien, comme le palais du Quirinal, le palais Montecitorio, le palais Madame (Rome), les ambassades à l'étranger et les universités.
Avec le déclenchement de la Seconde Guerre mondiale, les collections des musées napolitains sont transférées, au cours de l'été 1940, à l'abbaye territoriale de la Très-Sainte-Trinité de Cava puis, à la suite de l'avancée des Allemands en 1943, à l'abbaye territoriale du Mont-Cassin. Les troupes de la division Goering réussissent à voler des tableaux de Titien, Parmigianino, Sebastiano del Piombo et Filippino Lippi, qui sont retrouvés à la fin du conflit dans une mine de sel près de Salzbourg et restitués à Naples en 1947

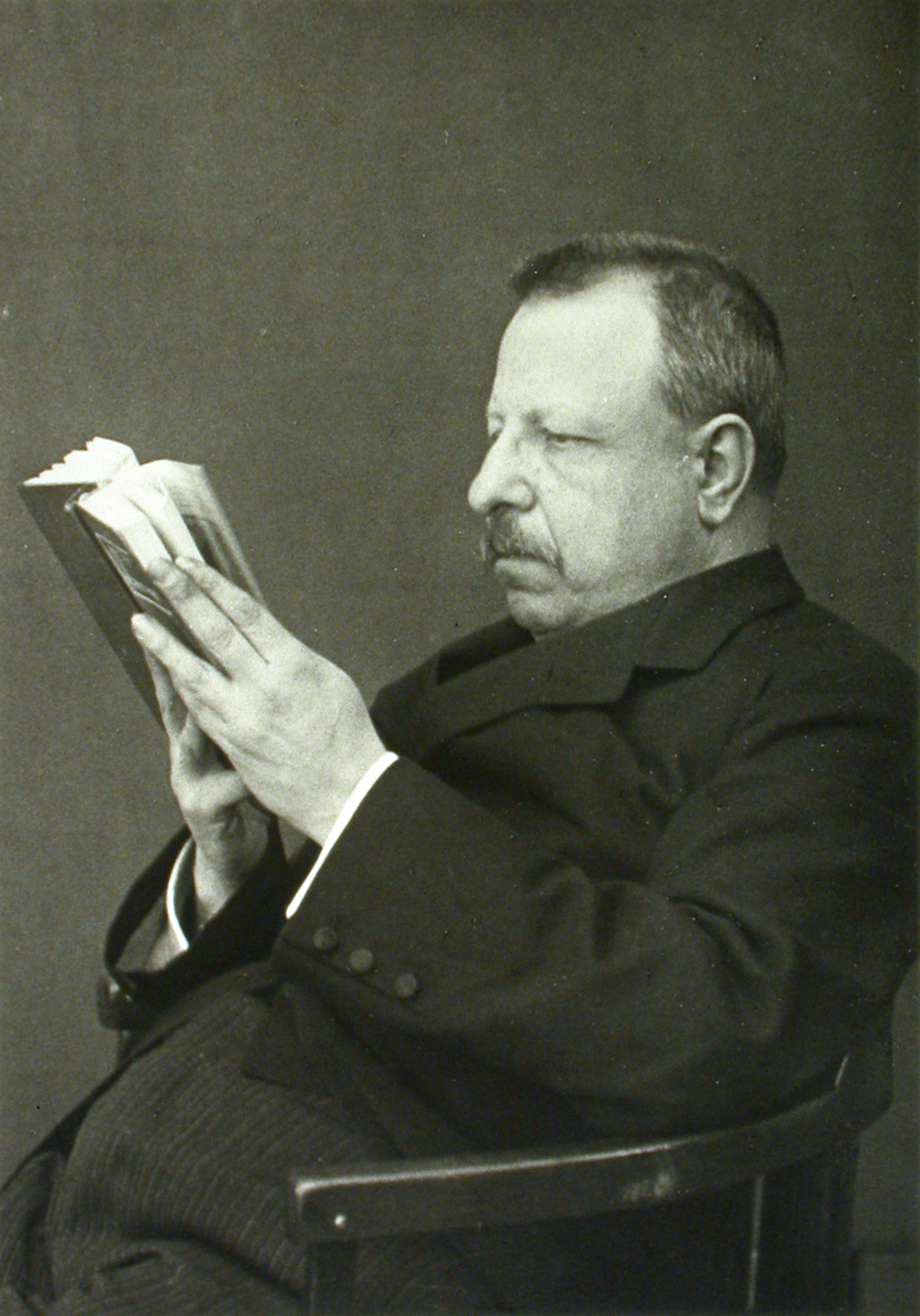
Benedetto Croce.

Après la guerre, surfant sur la vague d'enthousiasme pour la reconstruction du pays, un projet de réorganisation des musées napolitains est mis en œuvre. Bruno Molajoli, surintendant historique de Naples, transfère alors définitivement tous les tableaux au palais de Capodimonte, qui est également libéré de sa fonction résidentielle après le départ des ducs d'Aoste en 1946. Ainsi, la demande déjà exprimée quelques années plus tôt par d'illustres personnalités de la culture italienne, dont Benedetto Croce, de consacrer le Musée Archéologique National exclusivement à la collection d'antiquités est exaucée, également parce que cette dernière a acquis de plus en plus d'espace au fil des années, prenant tant sur la pinacothèque que sur la bibliothèque, transférée au Palais Royal dès 1925.
La monarchie abolie, le palais devient musée national par un décret signé en 1949. Les travaux de rénovation des salles commencent en 1952, grâce au financement de la Cassa del Mezzogiorno, et sont suivis par Bruno Molajoli lui-même, Ferdinando Bologna, Raffaello Causa et Ezio De Felice, qui s'occupent principalement de l'architecture et de la configuration muséale, admirée pour sa modernité et sa fonctionnalité et longtemps prise comme modèle. Les peintures du XIXe siècle sont alors accrochées au premier étage et les pièces de l'appartement royal sont reconstruites, ainsi que les laboratoires de conservation et de restauration, tandis qu'au deuxième étage une pinacothèque pour les peintures classiques est créée.
Le musée est officiellement inauguré en 1957 : avec une approche très moderne, les peintures sont d'abord réparties par collections historiques, mettant en valeur leur histoire différente ; elles suivent ensuite un ordre chronologique et par écoles de peinture, avec l'ajout de dessins et de textes explicatifs, avec un éclairage zénithal et un système de filtrage de la lumière. Par la suite, le musée s'enrichit de nouvelles collections, comme en 1958, la collection De Ciccio, un antiquaire et collectionneur, riche en arts appliqués, et la collection de dessins et d'estampes, ainsi que de nombreuses œuvres des églises de la ville, qui sont transférées au palais de Capodimonte à des fins de conservation. La museographie pensée par Mario De Ciccio et Molajoli a été perdue lors de réaménagement de 2010.
En 1974, à la suite de la réforme de Dario Fransceschini, l'intégrité du domaine royal de Capodimonte est restitué en rattachant sous une seule direction la pinacothèque et le parc de Capodimonte qui entoure la Reggia.
Au cours des années 1970, une série d'expositions temporaires sont organisées pour comprendre la production artistique napolitaine. En 1978, Alberto Burri propose une exposition d'art contemporain dont le succès encourage la création d'une exposition permanente. Son grand Cretto entre la même année dans les collections. Capodimonte devient le premier et le seul musée d'art ancien d'Italie à raconter l'art italien depuis le fin du XIIIe siècle jusqu'à la période contemporaine.
À la suite du séisme du 23 novembre 1980 en Irpinia, grâce à de nombreux prêts, le musée ferme partiellement pour une restauration totale ; le premier étage rouvre en 1995, la réouverture totale intervient en 1999. Nicola Spinosa, surintendant du Polo Museale Napolitano pendant vingt-cinq ans, assisté d'Ermanno Guida, est chargé du nouveau placement des œuvres, suivant un ordre historique et géographique, privilégiant également la provenance des objets, intégrant leur histoire à celle de leur exposition muséale.

### Projets
Fermé pour d'importants travaux de restructuration en 2023, le musée de Capodimonte prête plusieurs de ses œuvres les plus importantes au musée du Louvre à Paris pour une exposition organisée du 7 juin 2023 au 8 janvier 2024.
Les futurs aménagements (la réouverture du musée est prévue en 2025) doivent restituer l'atmosphère d'une collection royale, avec la réintroduction du mobilier et des sculptures dans les galeries de peinture et la création de dix cabinets de porcelaines dans l'esprit des cabinets du XVIIIe siècle, confiés en 2021 à l'architecte d'intérieur Federico Forquet ; l'architecte décorateur François-Joeph Graf est chargé de l'Appartement Royal et des salles d'apparat.

## Description
Le Musée national de Capodimonte s'étend sur les trois niveaux du palais et la disposition des œuvres résulte des travaux initiés des années 1980 à 1999. Au rez-de-chaussée, mais également au sous-sol, des services destinés aux visiteurs et quelques salles d'enseignement, sur la mezzanine se trouve le Cabinet des Dessins et Estampes, les œuvres privées du xixe siècle, au premier étage se trouve la Galerie Farnèse, la collection Borgia, l'Appartement Royal, la collection de Porcelaines, la collection de Ciccio et le manège militaire Farnèse-Bourbon, au deuxième étage la Galerie Napolitaine, la collection d'Avalos, la salle des Tapisseries d'Avalos et la section d'art contemporain : cette dernière continue également au troisième étage où se trouvent également la Galerie du xixe siècle et la galerie photographique.

### Rez-de-chaussée, sous-sol et mezzanine
Au rez-de-chaussée, on trouve les services pour les visiteurs tels que billetterie, librairie, cafétéria et vestiaire : s'y trouve également un auditorium pouvant accueillir des conférences, des projections, des traductions et des concerts, agrémenté de deux tapisseries de la collection d'Avolos. Dans l'atrium, devant l'escalier d'honneur, Jupiter frappant les Titans, une sculpture en biscuit de Filippo Tagliolini.

### Premier étage

Plan du premier étage :
██ Galerie Farnèse
██ Collection De Ciccio
██ Arsenal des Farnèse et des Bourbons
██ Appartement royal
██ Collection Borgia
██ Salon de Porcelaine
██ Galerie des Porcelaines

Le premier étage est divisé entre les espaces de la galerie Farnèse et de l'Appartement Royal. La galerie Farnèse comprend les salles 2 à 30, où est conservée la collection Farnèse, à l'exception de la pièce 7, consacrée à la collection Borgia, et 23. Les salles 31 à 60, auxquelles s'ajoute la pièce 23, abritent la partie de l'Appartement Royal, caractérisée par les pièces 35 et 36 consacrées à la Galerie de la porcelaine, des pièces 38 à 41 consacrées à la collection De Ciccio et les salles allant de 46 à 50 réservées à l'arsenal des Farnèse et des Bourbons.

#### Galerie Farnèse
La collection Farnèse donne son nom à la galerie du même nom et toutes les œuvres sont classées par région d'origine de façon chronologique : la collection a été créée au milieu du xvie siècle par le pape Paul III, qui avait recueilli dans son palais de Campo de' Fiori à la fois des œuvres anciennes, en particulier des statues provenant de vestiges archéologiques de la région de Rome et des thermes de Caracalla, et des peintures modernes, composées pour la plupart d’artistes tels que Raphaël, Del Piombo, Le Greco et Titien. Avec Ottavio Farnese et son fils Alessandro, au cours du dix-septième siècle, la collection s’enrichit de nombreuses pièces, notamment grâce au don, en 1600, de Fulvio Orsini au cardinal Odoardo et à la confiscation, en 1612, des avoirs de certains membres de l’aristocratie de Parme et de Piacenza, tenus pour responsable d'une conspiration l'année précédente contre Ranuccio I Farnese. Ainsi, des œuvres d'artistes tels que Correggio et Parmigianino rejoignent la collection, parallèlement aux achats effectués dans les palais romains.

#### Collection Borgia
La salle 7 abrite la collection Borgia : c’est une collection achetée en 1817 par Ferdinand Ier, propriété du cardinal Borgia, réunie au cours du xviiie siècle grâce aux diverses missions catholiques du monde. Elle comprend de nombreux témoignages artistiques et des collections disparates, comme celles orientales et exotiques.

#### Appartements royaux
Les pièces 31 à 60, auxquelles s'ajoute la pièce 23 (ancienne salle à manger), à l’exclusion des chambres 35 et 36, des appartements 38 à 41 et des appartements 46 à 50, abritent les appartements royaux.
En partie modifiés dans leur aspect d'origine, à la fois architecturalement et dans leur ameublement, ces appartements ont accueilli les souverains napolitains de la maison de Bourbon, les rois de la période impériale et la famille des ducs d'Aoste.
La salle 31, dit Salone della Culla car elle abritait une crèche offerte par des sujets napolitains à la famille royale pour la naissance de Vittorio Emanuele III de Savoie, a la particularité d'avoir un sol réalisé en marbre provenant d'une villa romaine de Capri, la Villa Jovis. La salle 42, le Salone delle Feste, a initialement été conçu pour abriter les œuvres de la collection Farnèse, avant d'être transformé pour remplir les fonctions de représentation de la famille royale : c’est l’une des rares salles à conserver son aspect d’origine, avec des décorations de style néoclassique, un sol en marbre et des lustres en cristal. La salle 52 abrite le Salon de porcelaine : c'est un salon composé de plus de trois mille pièces de porcelaine réalisées pour la reine Marie-Amélie  entre 1757 et 1759 par Giovanni Battista Natali (it), initialement placé dans le palais de Portici et transféré en 1866 à Capodimonte dans une pièce adaptée. La salle 56, créée par Annibale Sacco avec un goût néoclassique évident, prend le nom de Salone Camuccini et est ainsi nommée en raison de la présence d'œuvres picturales créées par Vincenzo Camuccini, auxquelles se joignent d'autres artistes tels que Pietro Benvenuti. et Francesco Hayez : il contient également un bon nombre de statues. Toutes les salles conservent un grand nombre de peintures des auteurs les plus divers tels que Alexandre-Hyacinthe Dunouy ,Claude Joseph Vernet, Antonio Jol, Francisco de Goya, Angelika Kauffmann et Giacinto Gigante, ainsi que de nombreux meubles tels que porcelaine, vases, crèches, instruments de musique, canapés, lustres et cheminées, présentés dans des environnements représentatifs. 

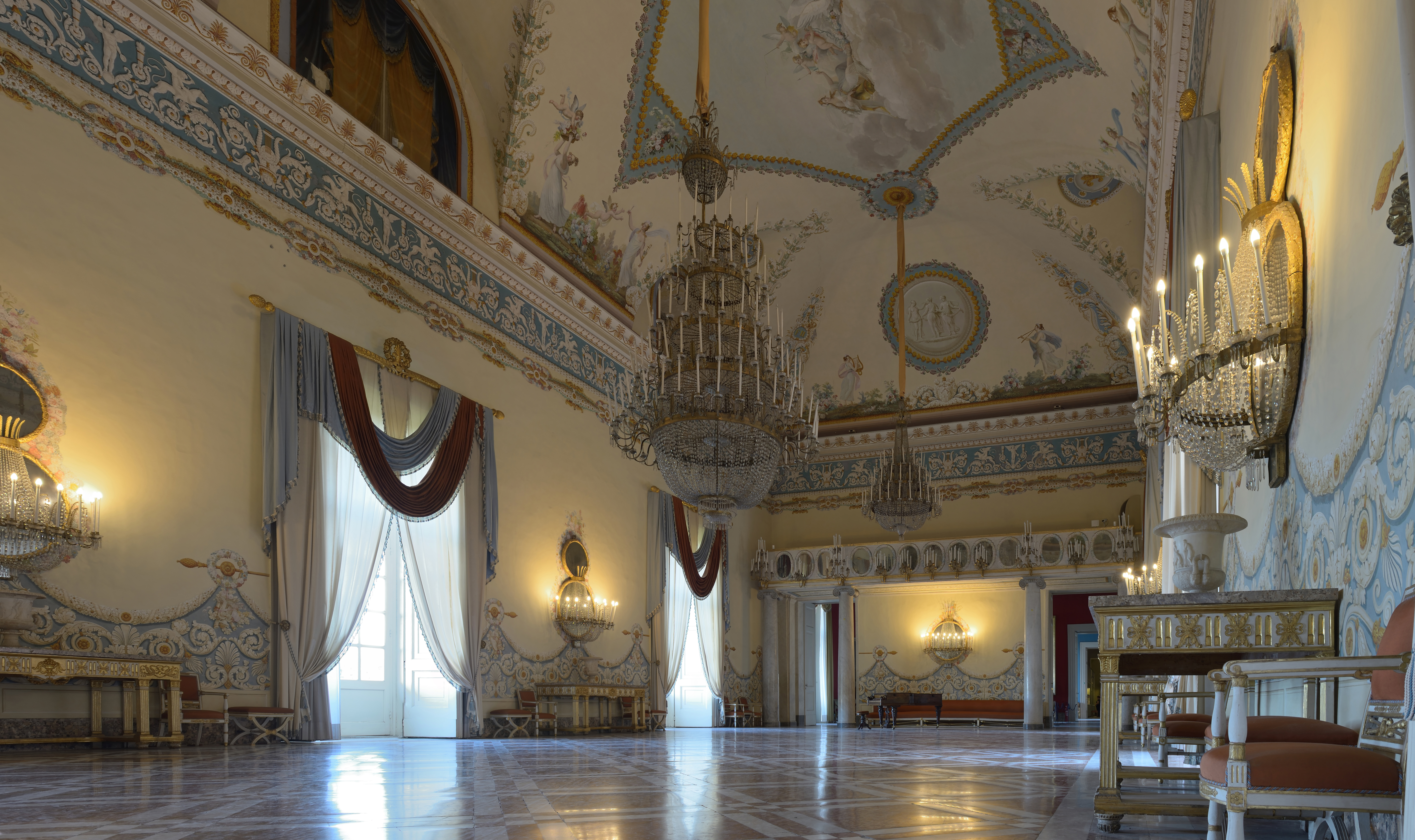
Salon des fêtes.
Salone della Culla.
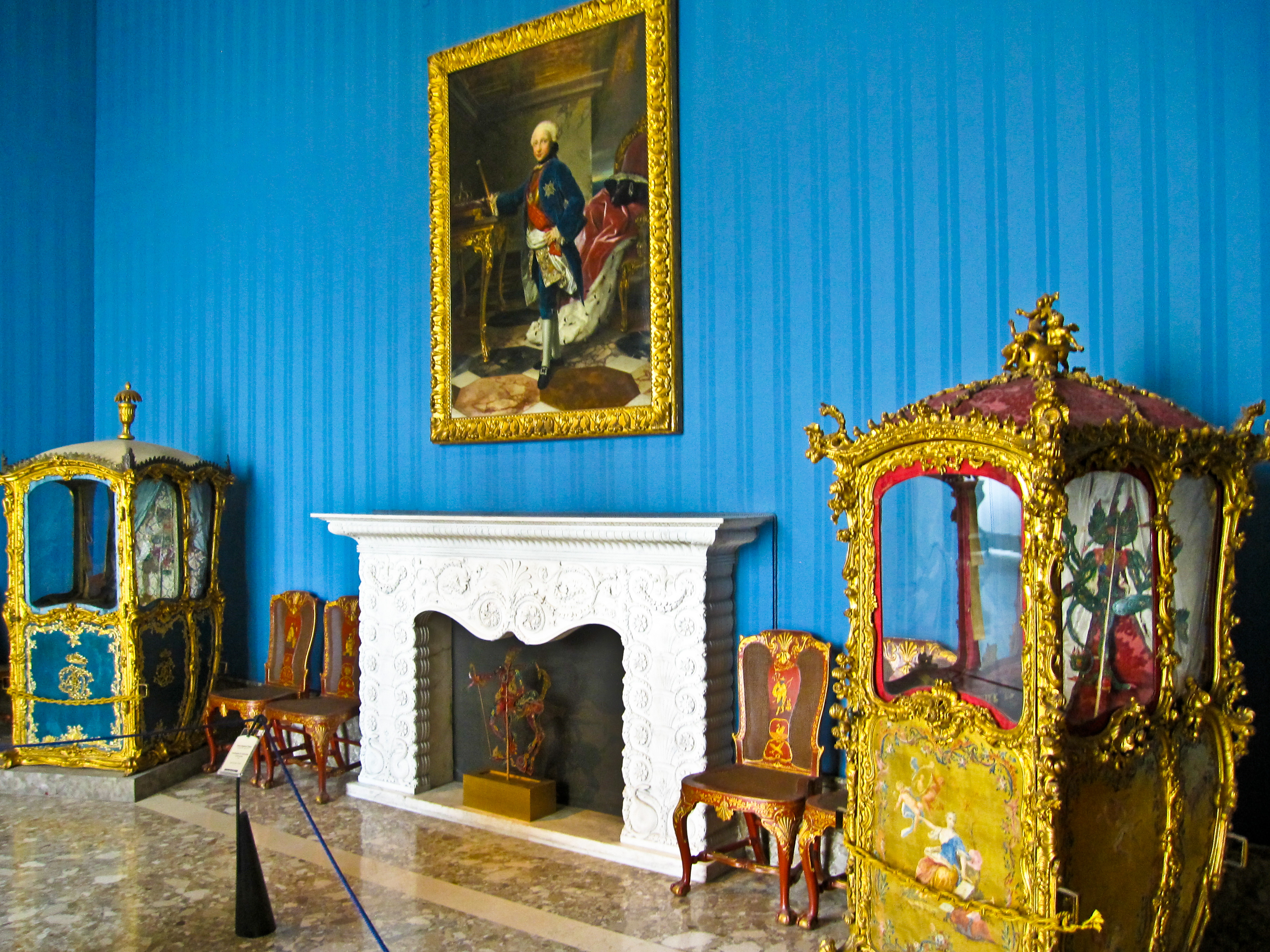
Appartement royal.
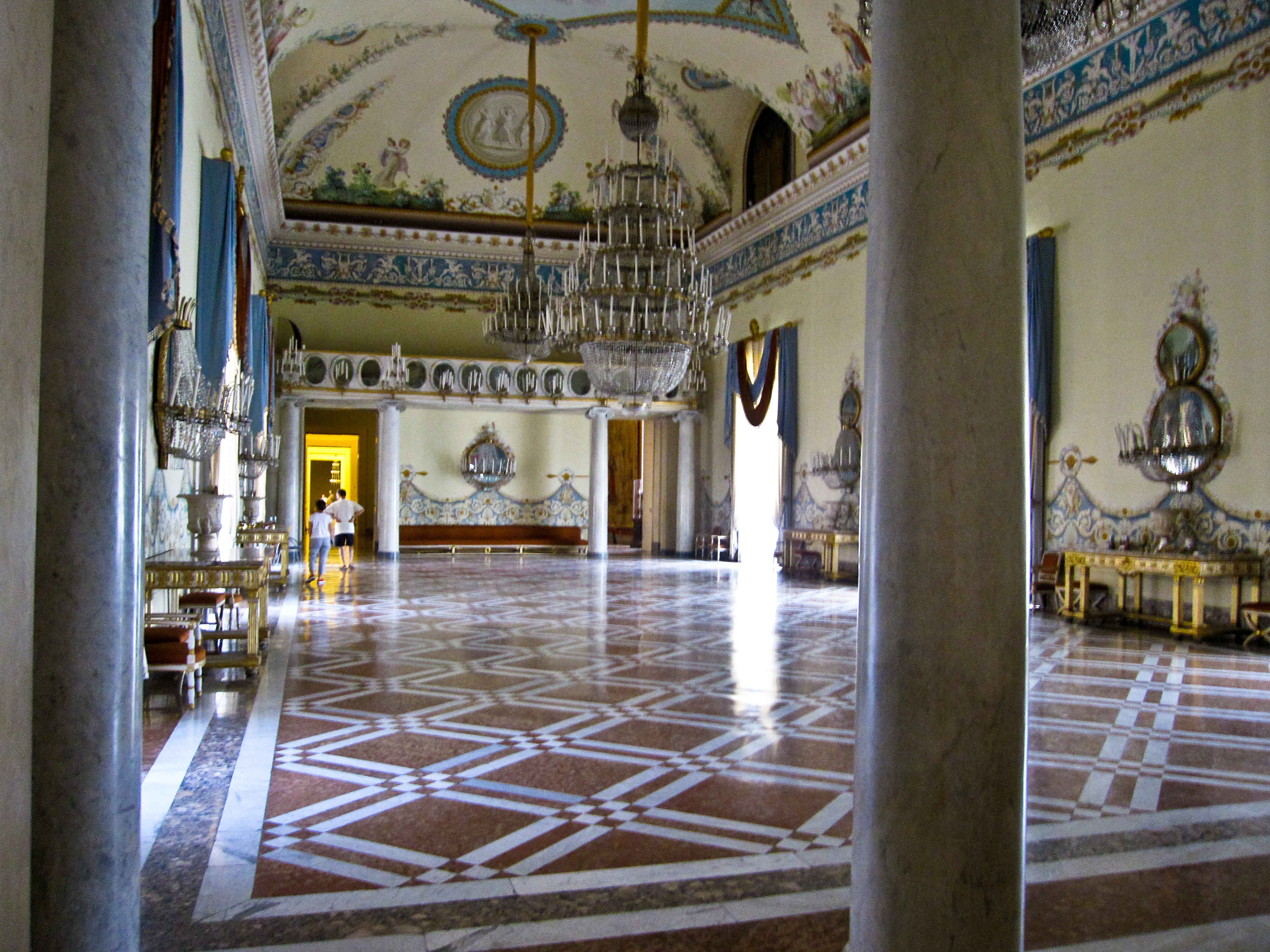
Salle de bal.
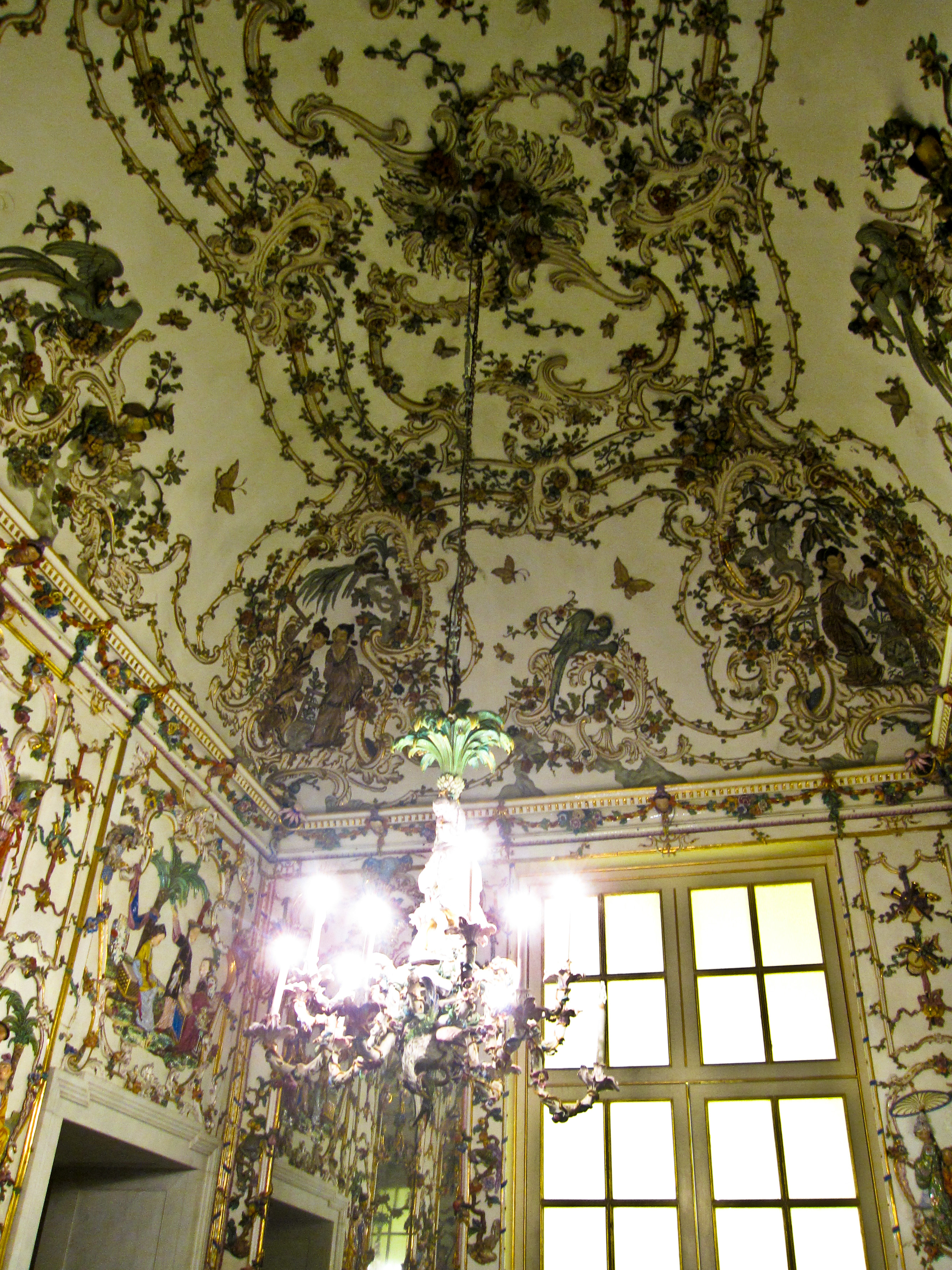
Salon de porcelaine.

#### Galerie de Porcelaine
Dans les salles 35 et 36, la galerie dite de la porcelaine : composée de plus de trois mille pièces, dont seule une petite partie, plus représentative, des services de production de porcelaine italiens et européens, est exposée. On y trouve de la porcelaine des manufactures de Capodimonte, de Meissen, de Sèvres, avec quelques pièces décorées à Naples, Vienne et Berlin. Toutes les œuvres proviennent de la collection des Bourbons ; jusqu'en 1860, ces pièces étaient normalement utilisées. Plus tard, à partir de 1873, à l'initiative de Vittorio Emanuele III, commença un travail sur la création d'un musée de la porcelaine, dirigé par Annibale Sacco.

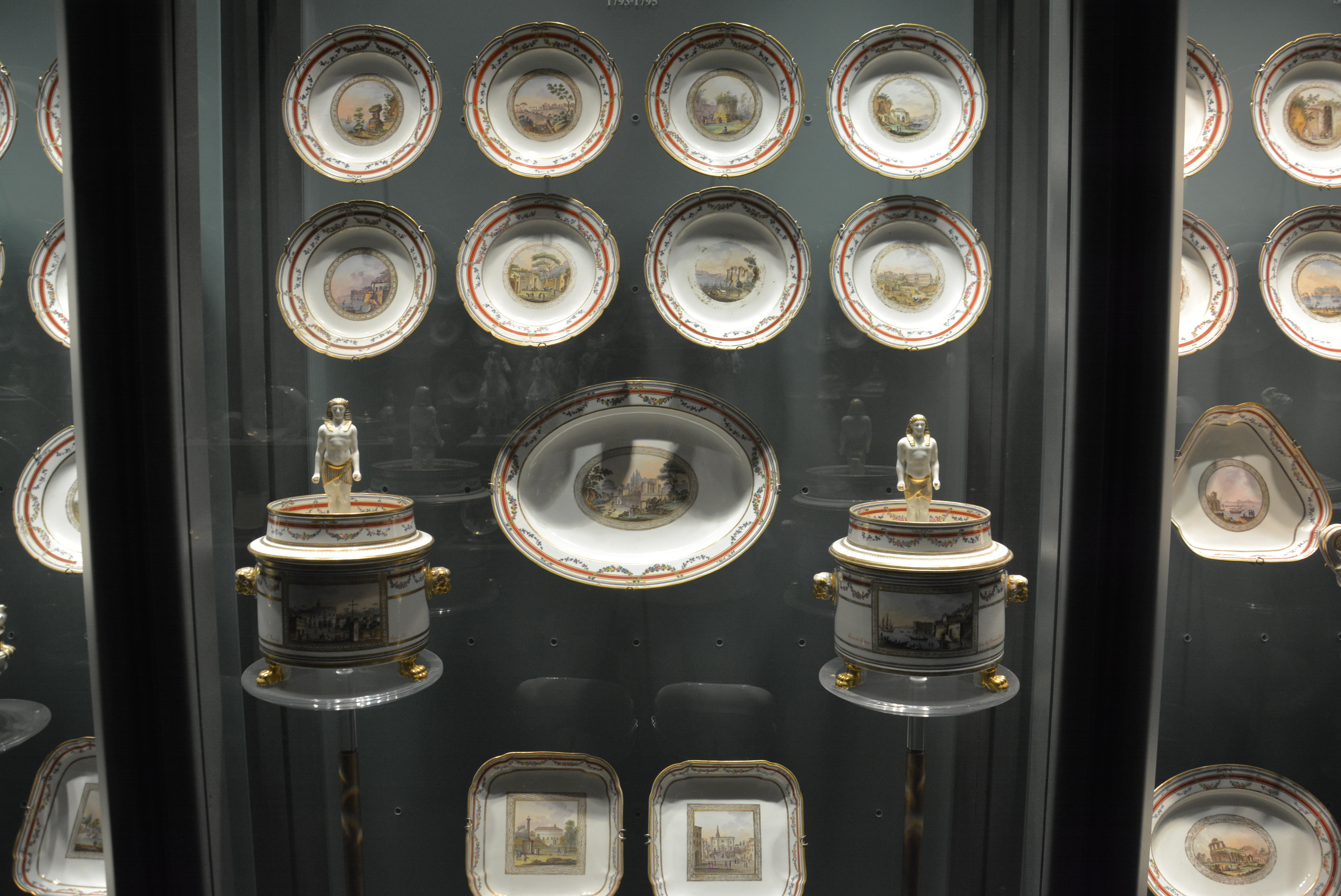
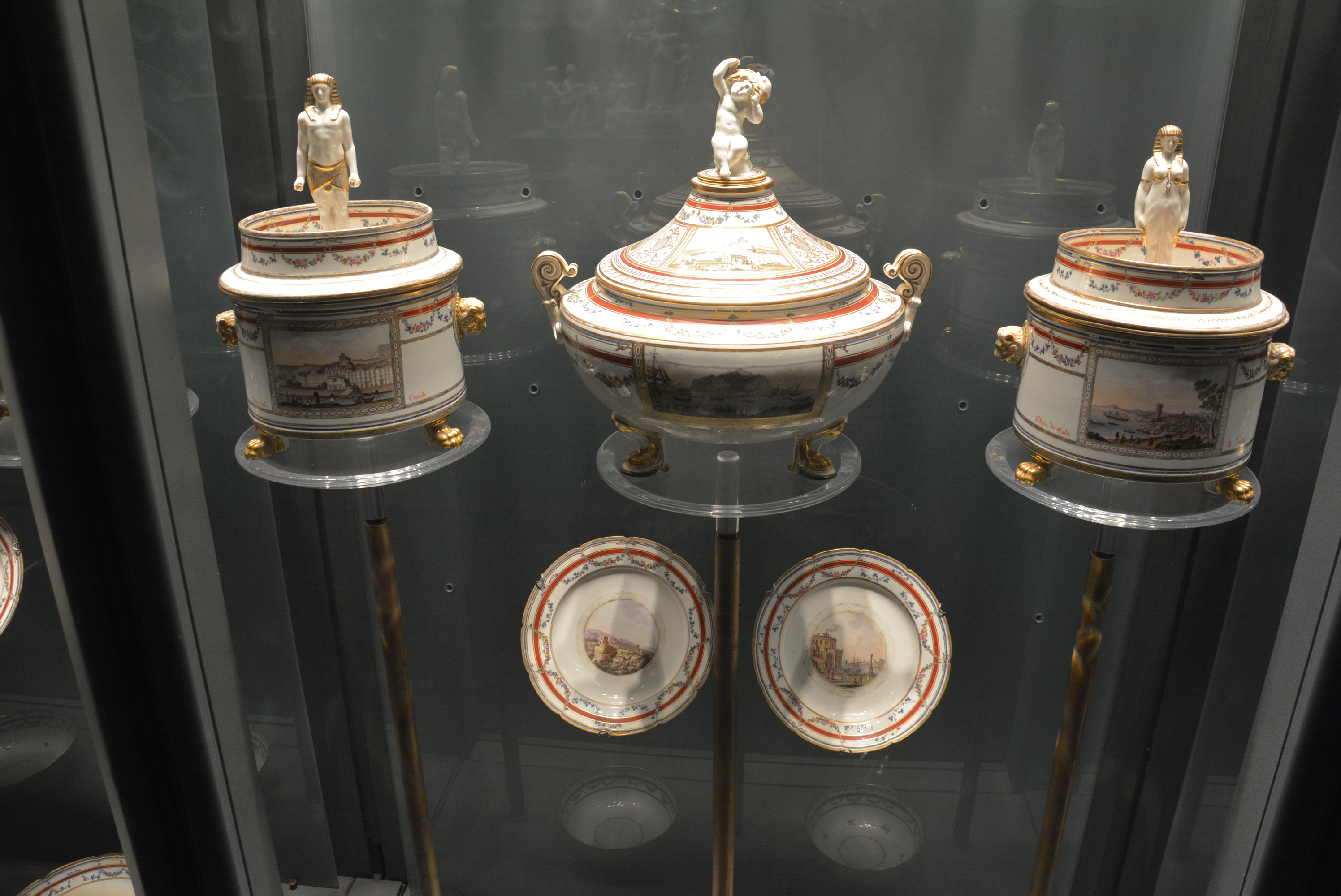

#### Collection De Ciccio
La collection De Ciccio est hébergée dans les salles 38, 39, 40 et 41 : il s’agit d’une collection, ordonnée selon la disposition originale, d’environ 1 300 pièces, principalement des arts appliqués, y compris des peintures et des sculptures, mais également des bronzes, ivoires, majoliques, porcelaines et découvertes parfois archéologiques, donnés au Musée de Capodimonte en 1958 par le collectionneur Mario De Ciccio, qui les avait rassemblés pendant une cinquantaine d'années d'acquisitions entre Naples, Palerme et divers marchés internationaux.

#### Armurerie Farnèse et des Bourbons
Dans les salles 46, 47, 48, 49 et 50, sont exposées les collections des manèges Farnèse et Bourbon : il y a environ quatre mille pièces dont la première préparation remonte à 1958 et dont elles conservent l'aspect d'origine.

### Deuxième étage
Le deuxième étage est divisé entre les espaces de la galerie napolitaine et de la collection d'art contemporain : les salles 61 à 97, à l'exception de la salle 62 sont consacrées à l'art napolitain du xiiie au xviiie siècle, la salle 62 étant consacrée aux Tapisseries d'Avalos. Les salles 98 à 101 abritent la collection d'Avalos, tandis que l'art contemporain occupe deux salles, et se poursuit au troisième étage.

#### Galerie napolitaine
La galerie napolitaine est composée de quarante-quatre salles de peintures, mais aussi de sculptures et de tapisseries, réalisées par des artistes napolitains ou du moins des personnalités non locales mais ayant travaillé ou envoyé des œuvres dans la ville et ayant influencé l'école locale entre les treizième et dix-huitième siècles. La collection a commencé au début du xixe siècle, à la fois après la suppression des monastères pendant la période de domination napoléonienne et par les émissaires Bourbons à la recherche d'œuvres à inclure dans la collection royale, qui se poursuivra en 2008 grâce à de nombreuses acquisitions de l'État, des dons ou, comme ce fut le cas entre 1970 et 1999, à des fins de précaution, notamment pour les œuvres conservées dans des églises fermées ou, en tout cas, peu gardées.

#### Salle des Tapisseries

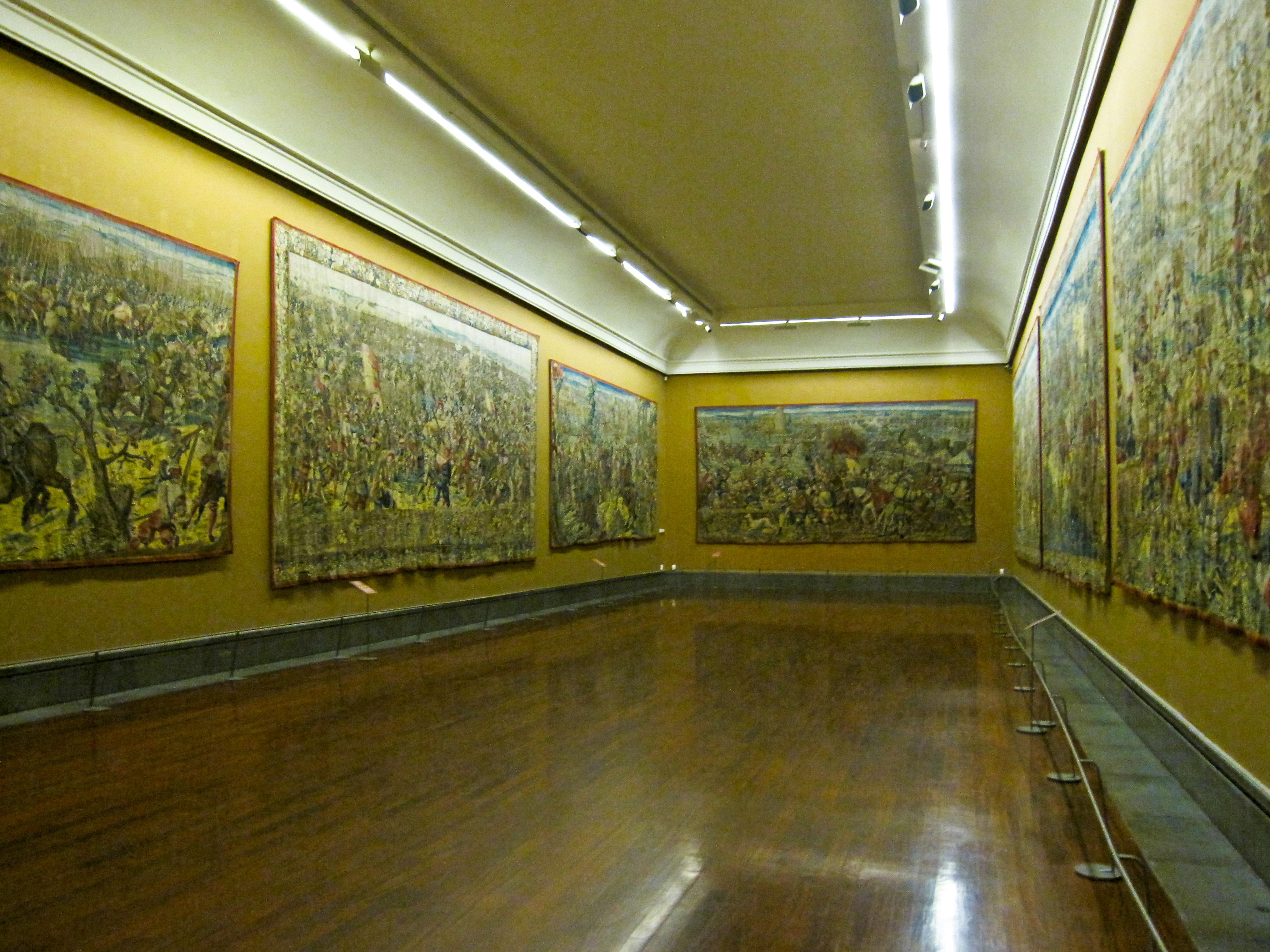
Salle des Tapisseries.

La salle 62, également connue sous le nom de Sala degli Arazzi, abrite sept tapisseries illustrant la bataille de Pavie, exécutées entre 1528 et 1531, inspirées des dessins de Bernard van Orley et de textiles à Bruxelles. Les États généraux de Bruxelles en firent don à l'empereur Charles V de Habsbourg en 1531. En 1571, ils firent partie de la collection de Francesco Ferdinando d'Ávalos (en). En 1862, ils furent offerts en cadeau à l'État italien par Alfonso d'Avalos et de là transférés au musée Capodimonte.
Les sept œuvres sont intitulées :
- Avancée de l'armée impériale et attaque de la cavalerie française dirigée par François Ier ;
- Défaite de la cavalerie française ; l'infanterie impériale s'empare de l'artillerie ennemie ;
- Capture du roi français François Ier ;
- Invasion du camp français et évasion des femmes et des civils à la suite de François Ier ;
- Invasion du camp français : les Suisses refusent d'avancer malgré l'intervention de leurs dirigeants ;
- Évasion de l'armée française et retraite du duc d'Alençon au-delà du Tessin ;
- Sortie des assiégés et route des Suisses qui se noient en nombre dans le Tessin.

Tapisseries de la bataille de Pavie
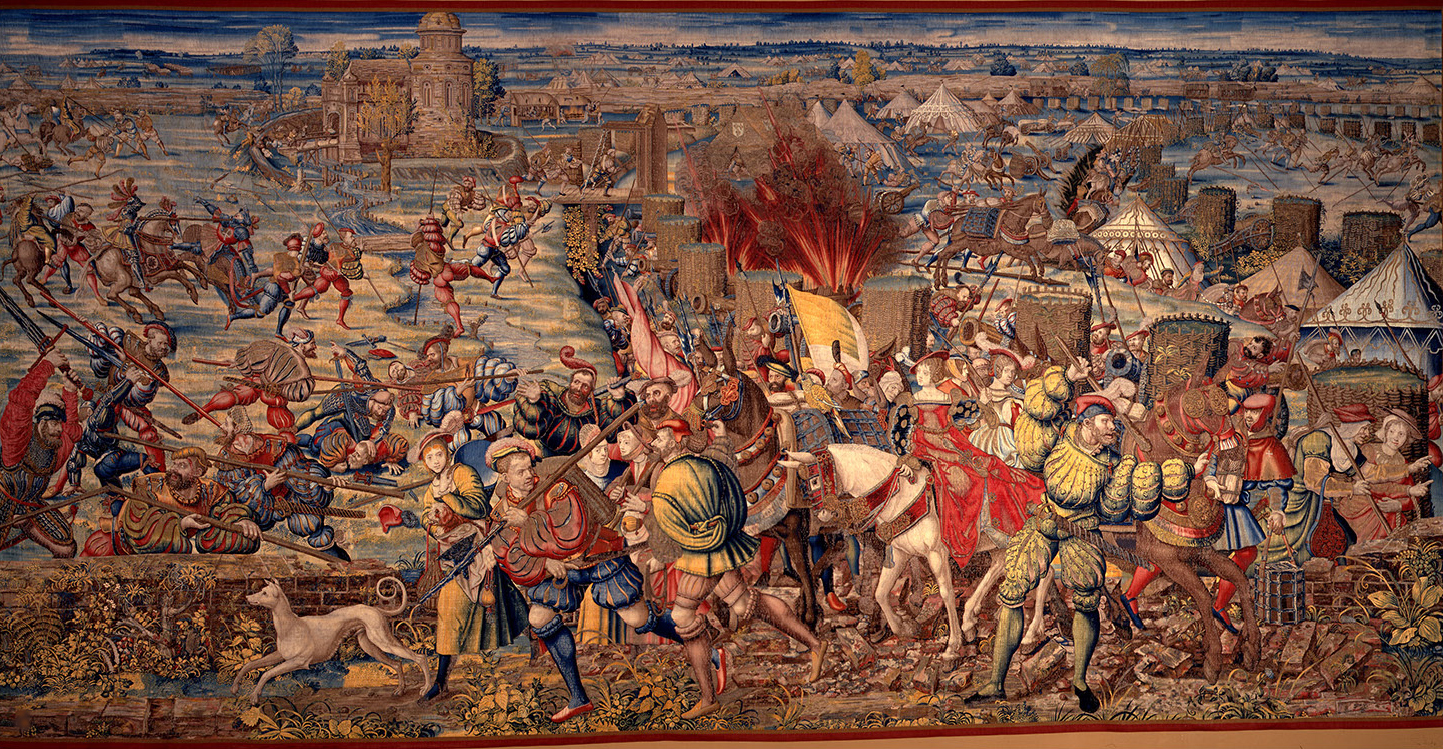
Bataille de Pavie.
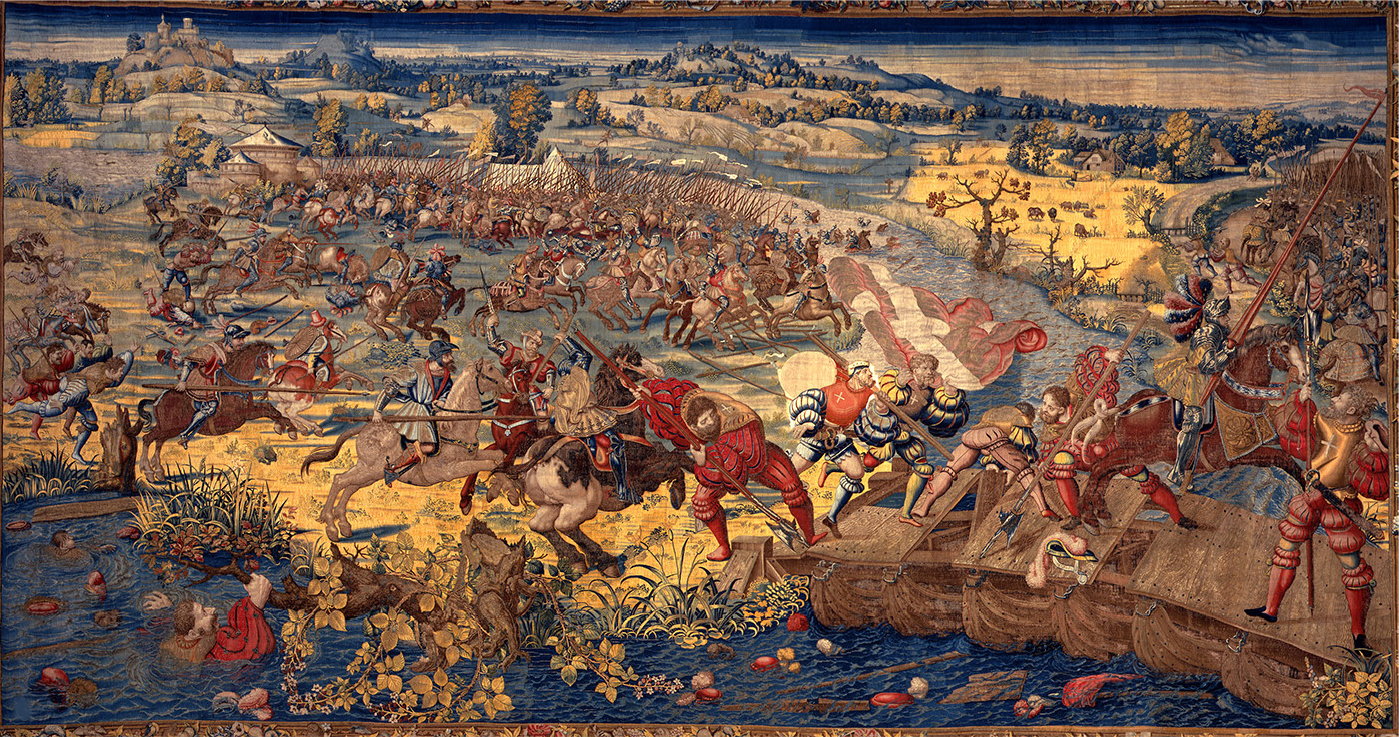
Fuite des Français à Pavie.

#### Collection d'Avalos
Les salles 98, 99, 100 et 101 abritent la collection d'Avalos, collection privée créée au xviie siècle par le prince de Montesarchio Andrea d'Avalos, qui a rassemblé et commandé l'une des plus importantes œuvres d'artistes napolitains du xviie siècle. Elle a été donnée à l'État italien, puis au musée Capodimonte en 1862 : une partie de la collection est distribuée dans les quatre salles du musée, conformément à la disposition originale.

#### Art contemporain
La collection d'art contemporain a été inaugurée en 1996, mais le musée avait déjà accueilli des expositions sur ce genre auparavant.

### Troisième étage
Le troisième étage abrite la suite de la collection d'art contemporain, la galerie du XIXe siècle et la section photographique.

## Les collections
La grande richesse des collections de peinture du musée est due d'une part à la présence des tableaux provenant de la collection Farnèse et de l'autre aux œuvres des artistes napolitains rassemblées dans la galerie de peinture napolitaine, la plus exhaustive au monde pour cette école de peinture majeure.
Parmi les principaux artistes représentés dans les collections on trouve Masaccio, Andrea Mantegna, Pinturicchio, Sandro Botticelli, Giovanni Bellini, Filippino Lippi, Raphaël, Lorenzo Lotto, Sebastiano del Piombo, Andrea del Sarto, Giulio Romano, Dosso Dossi, Le Corrège, Bronzino, Le Parmesan, Pontormo, Rosso Fiorentino, Titien, Pieter Brueghel l'Ancien, Le Greco, Guido Reni, Antoine van Dyck, Le Lorrain, Sebastiano Ricci, Claude Joseph Vernet, Angelica Kauffmann, Francisco de Goya.
Parmi les artistes actifs à Naples regroupés dans la galerie napolitaine, sont représentés Simone Martini, Colantonio, Polidoro da Caravaggio, Giorgio Vasari, Le Caravage, Battistello Caracciolo, Artemisia Gentileschi, Massimo Stanzione, José de Ribera, Salvator Rosa, Mattia Preti, Francesco Solimena, Corrado Giaquinto, Francesco de Mura, Gaspare Traversi.

### Quelques œuvres
- Simone Martini : Saint Louis de Toulouse couronne Robert d'Anjou
- Masaccio : Christ en croix
- Masolino :
  - Fondation de Sainte Marie Majeure
  - Ascension de la Vierge
- Colantonio
  - Retable de saint Vincent Ferrier
  - Saint Jérôme dans son cabinet
- Niccolò di Tommaso : Polyptyque pour Sant'Antonio Abate (1371)[32].
- Brueghel l'Ancien :
  - La Parabole des aveugles
  - Le Misanthrope
- Botticelli : La Vierge à l'Enfant et deux Anges
- Filippino Lippi : Annonciation avec les saints Jean-Baptiste et André
- Parmigianino :
  - Antea
  - Portrait de Galeazzo Sanvitale
  - Lucrèce
  - Sainte Famille avec le petit saint Jean
- Raphaël :
  - Portrait du cardinal Alessandro Farnese
  - Partie du Retable Baronci : Christ entre chérubins et la Vierge
  - La Madone de l'Amour divin
- Sebastiano del Piombo :
  - Portrait de Clément VII sans barbe
- Joos van Cleve : L'Adoration des mages
- Bronzino : Portrait d'une dame
- Rosso Fiorentino : 
  - Portrait de jeune homme assis sur un tapis
  - Portrait d'homme en noir
- Titien :
  - Portrait de Paul III
  - Portrait de Paul III avec ses petits fils
  - Portrait du cardinal Alexandre Farnèse
  - Danaë
  - Portrait de Lavinia Vecellio
  - Portrait de Philippe II
  - Portrait de Pier Luigi Farnese
  - Marie Madeleine pénitente
- Giovanni Bellini : Transfiguration du Christ
- Jacopo de Barbari : Portrait de Luca Pacioli
- Le Corrège :
  - La Zingarella
  - Mariage mystique de Sainte Catherine
- Mantegna :
  - Portrait de Francesco Gonzaga
  - Sant'Eufemia
- Joachim Bueckelaer :
  - La Boutique du boucher
  - Marché aux poissons
- Le Greco :
  - Jeune Garçon soufflant sur un tison
  - Portrait de Giulio Clovio
- José de Ribera :
  - Silène ivre
  - Saint Jérôme et l'Ange du Jugement
- Annibale Carracci :
  - Le Choix d'Hercule
  - Renaud et Armide
  - La Vision de saint Eustache
- Le Caravage : La Flagellation du Christ
- Le Dominiquin : Ange gardien
- Giovanni Lanfranco : Madeleine portée au ciel par des anges
- Luca Giordano : La Madone au baldaquin
- Francesco Guarino : Sainte Agathe
- Mattia Preti :
  - Saint Nicolas en extase
  - Saint Sébastien
- Artemisia Gentileschi : Judith décapitant Holopherne
- Bernardo Bellotto : Vue de Vaprio d'Adda
- Élisabeth Vigée Le Brun :
  - Marie Thérèse de Bourbon, reine de Naples
  - Portrait de la princesse Marie-Christine de Bourbon-Siciles
  - Marie Louise des Deux-Siciles
  - François Ier de Bourbon, roi des Deux-Siciles
- Angelica Kauffmann : Portrait de la famille de Ferdinand IV
- François Gérard : 
  - Napoléon Ier, empereur
  - Portrait de Joachim Murat en maréchal de l'Empire
- Francisco de Goya :
  - Portrait de Charles IV, roi d'Espagne
  - Portrait de Marie-Louise de Parme

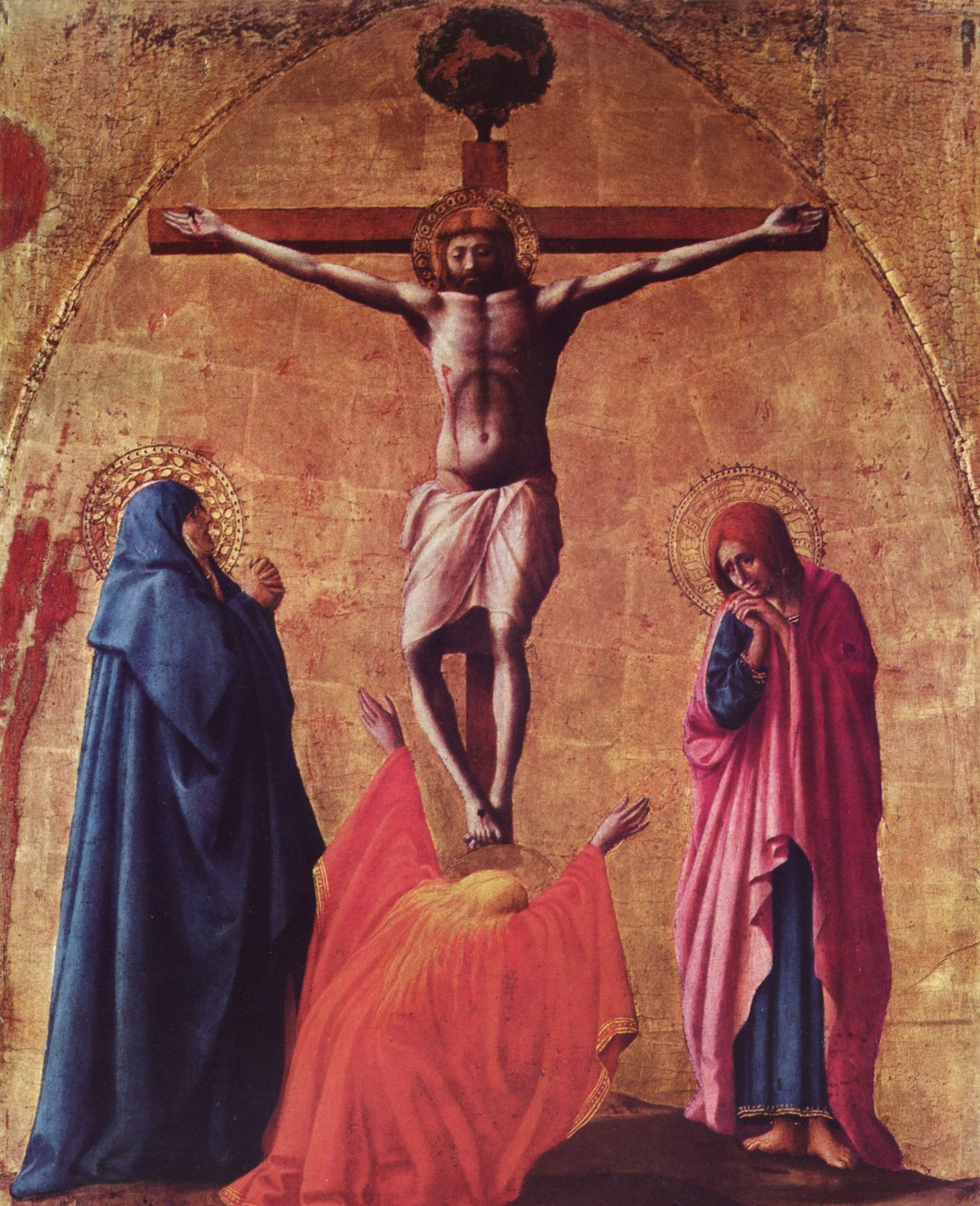
Crucifixion, Masaccio, vers 1426.
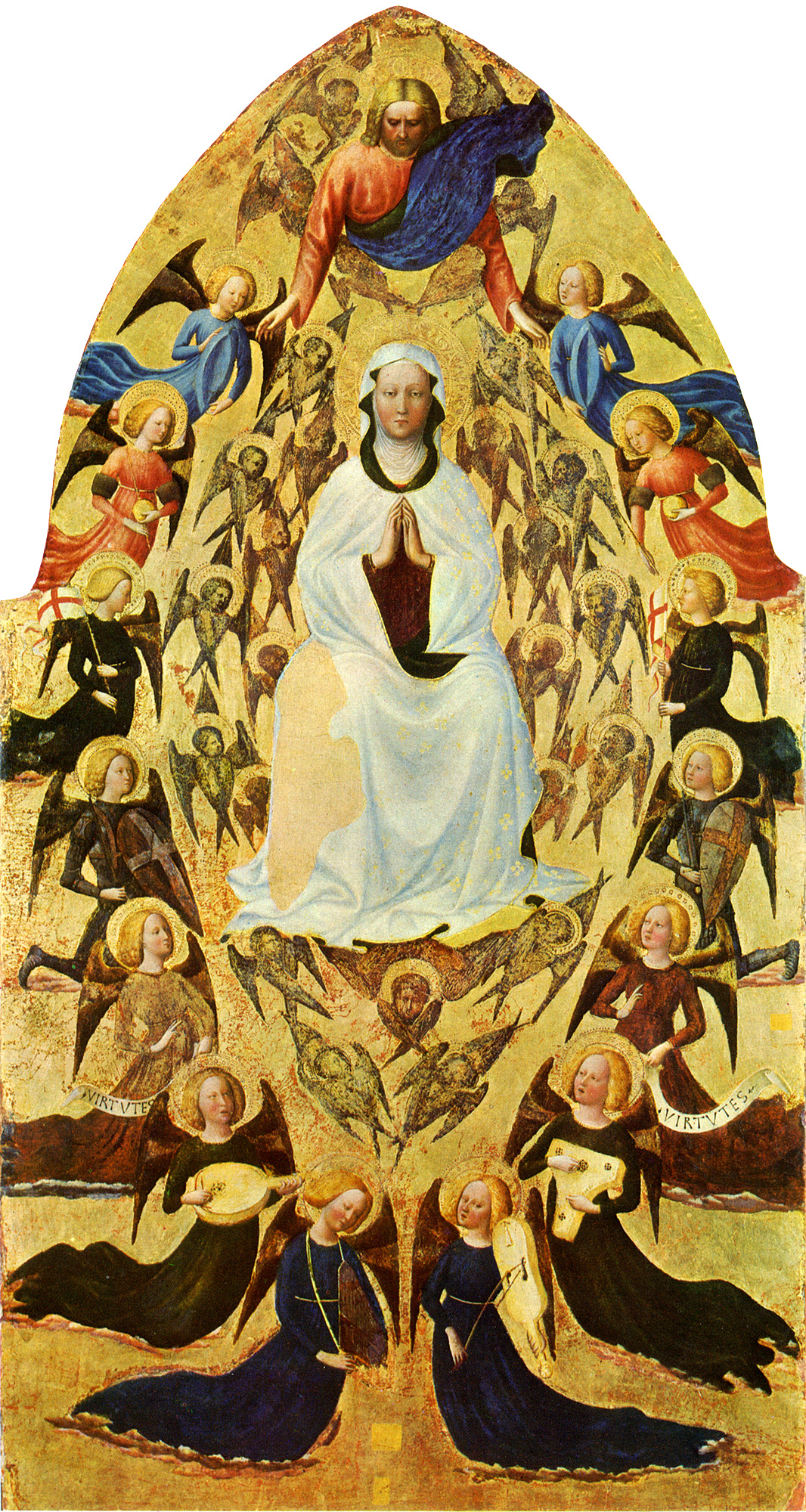
Assomption, Masolino da Panicale, vers 1428.
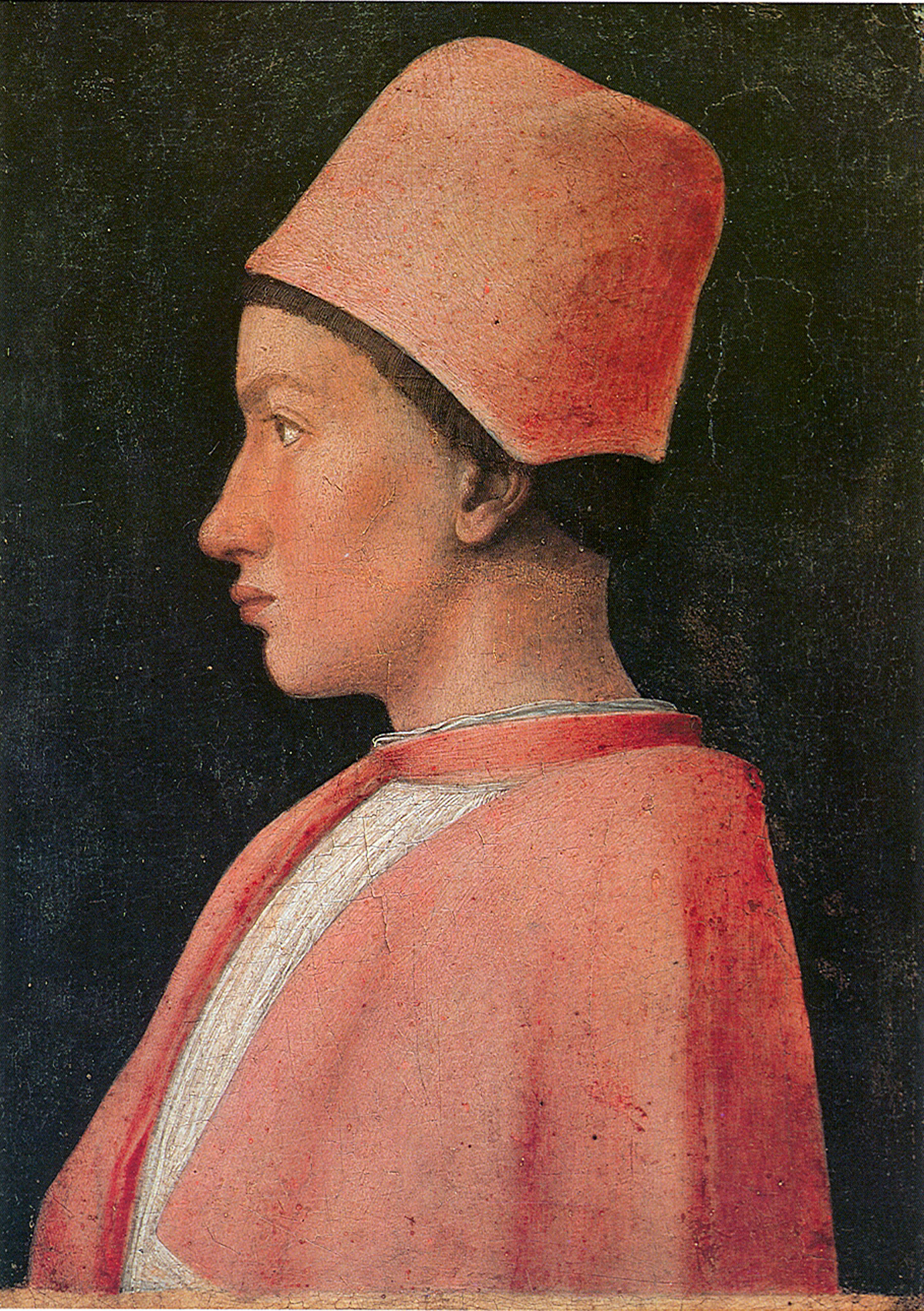
Prélat de la maison Gonzague, Andrea Mantegna, vers 1461.
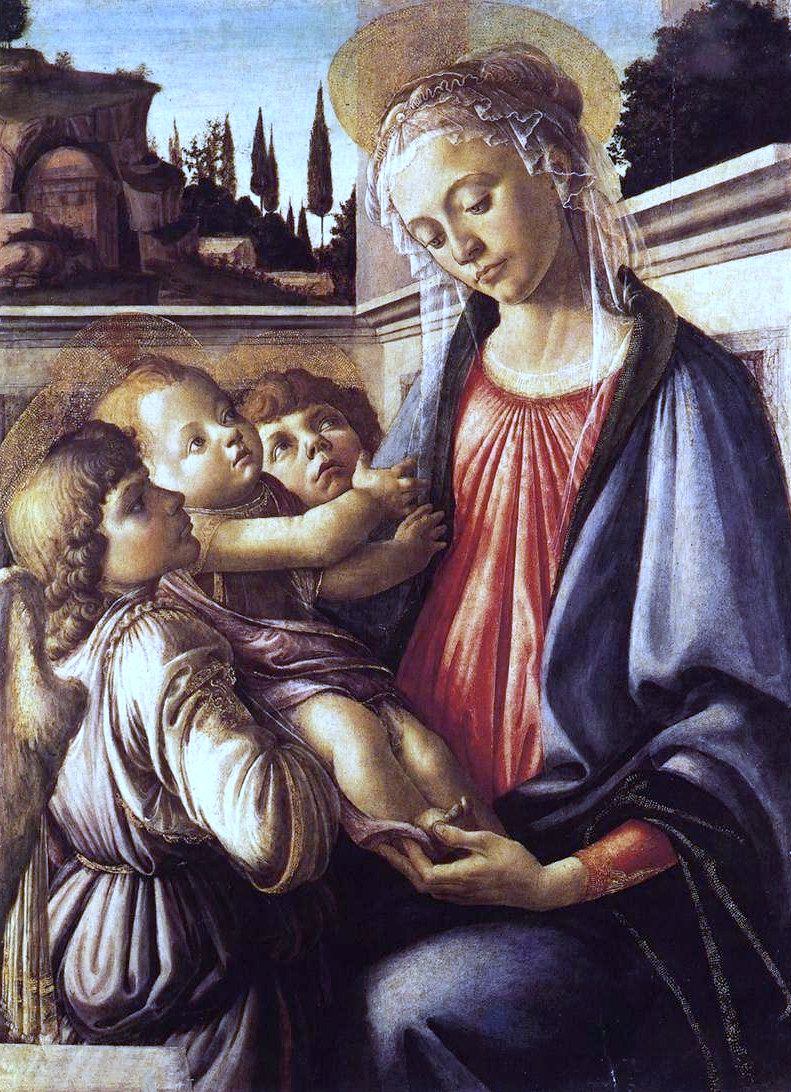
La Vierge à l'Enfant avec deux anges, Sandro Botticelli, vers 1469.
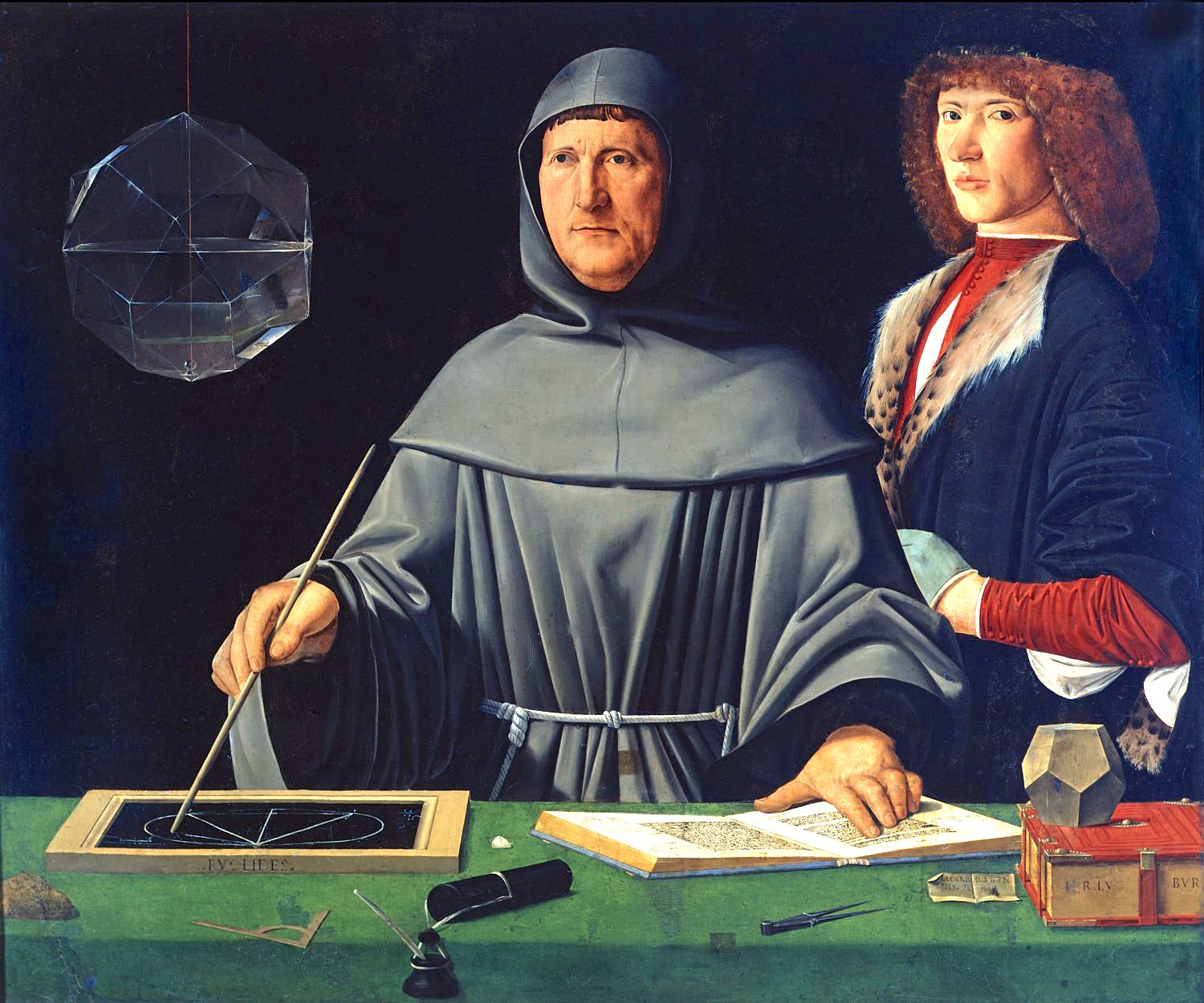
Portrait de Luca Pacioli, Jacopo de' Barbari, 1495.
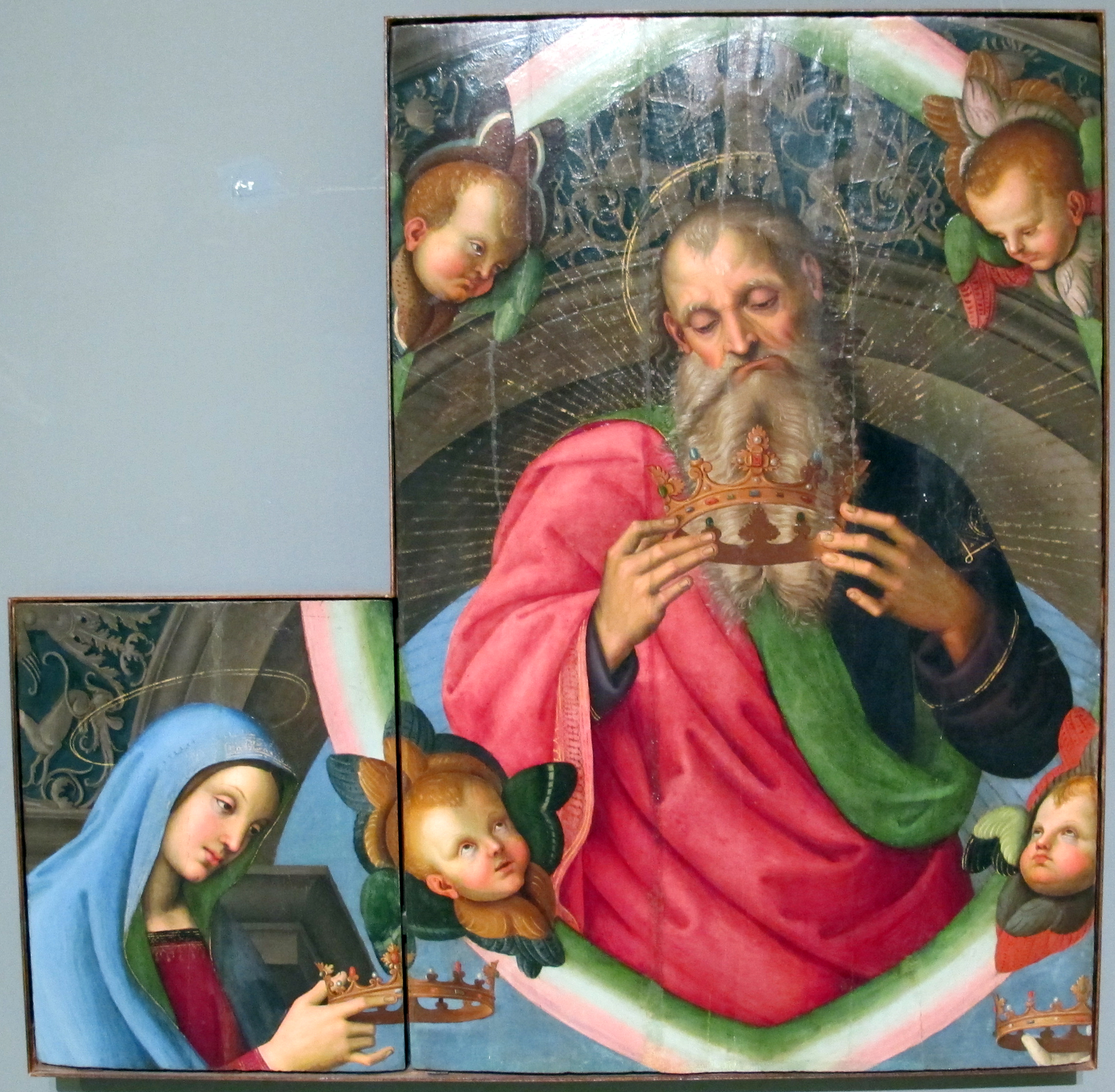
Part du Retable Baronci, Raphaël, vers 1501.
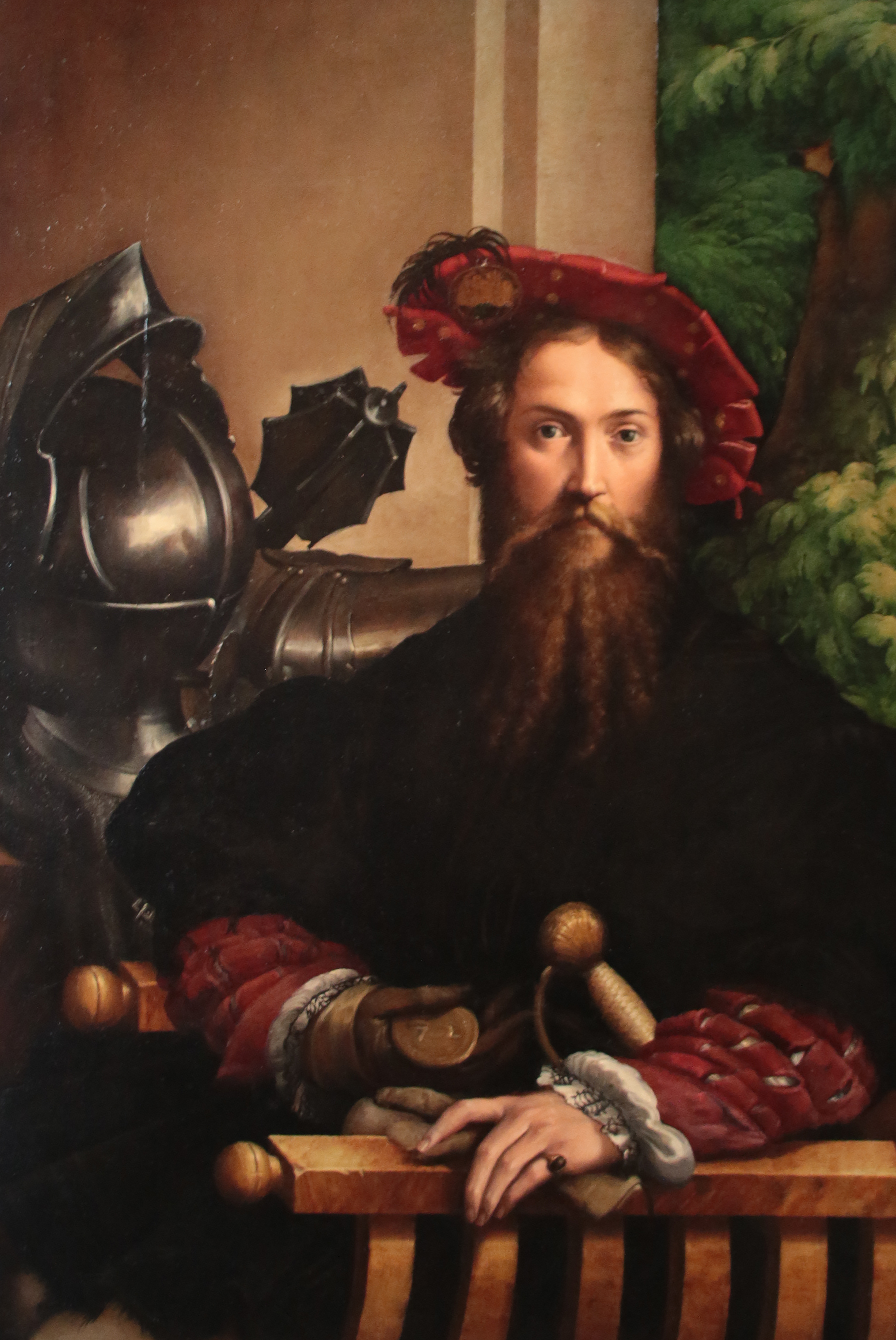
Portrait de Galeazzo Sanvitale, Le Parmesan, 1524.
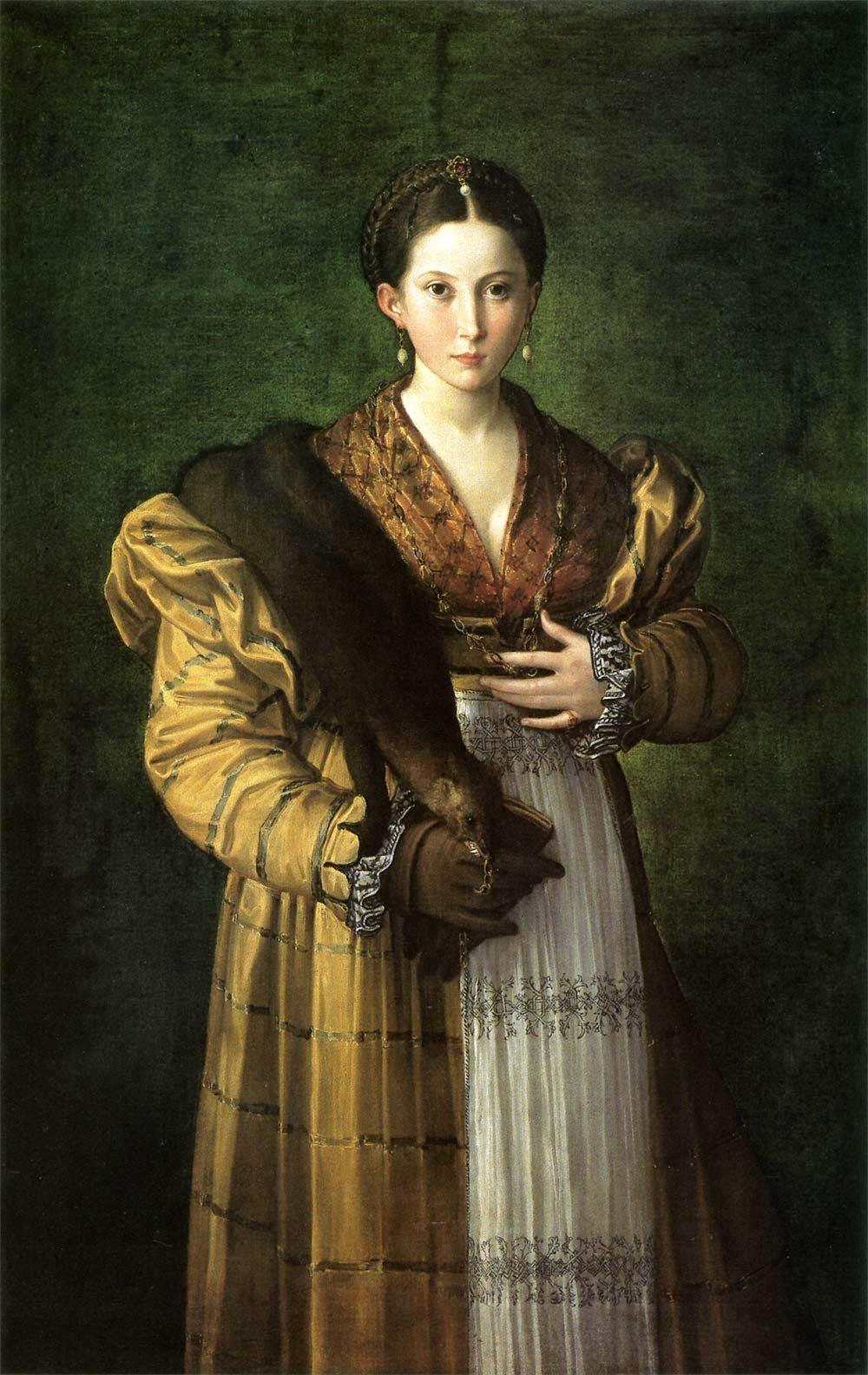
Antea, Parmigianino, vers 1527.
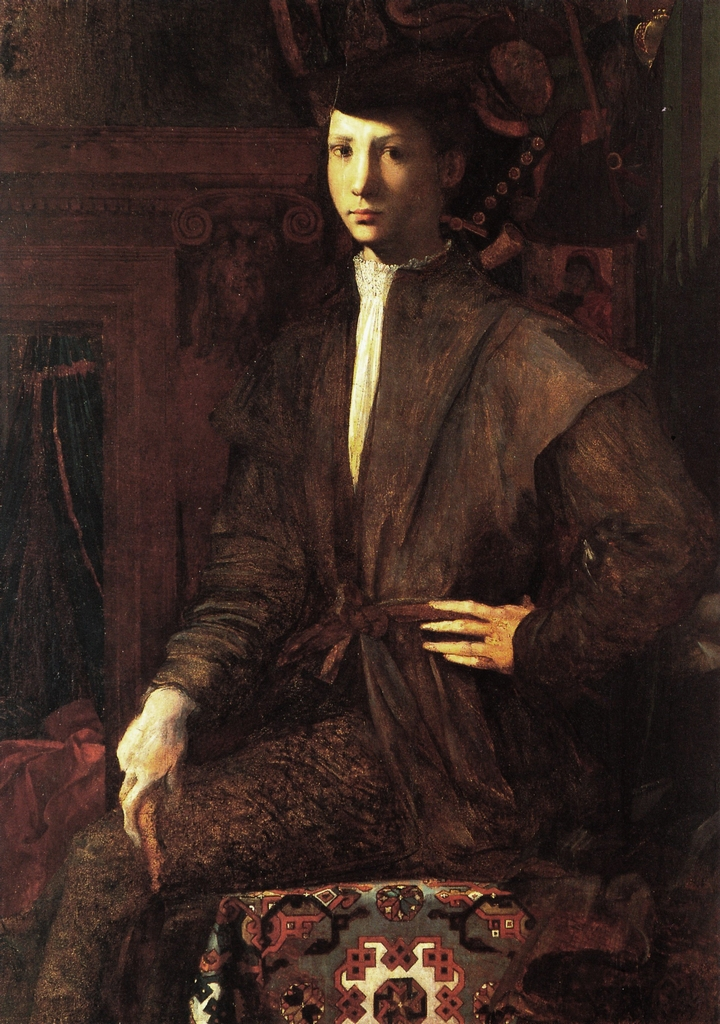
Portrait d'un jeune homme assis sur un tapis, Rosso Fiorentino, vers 1527.
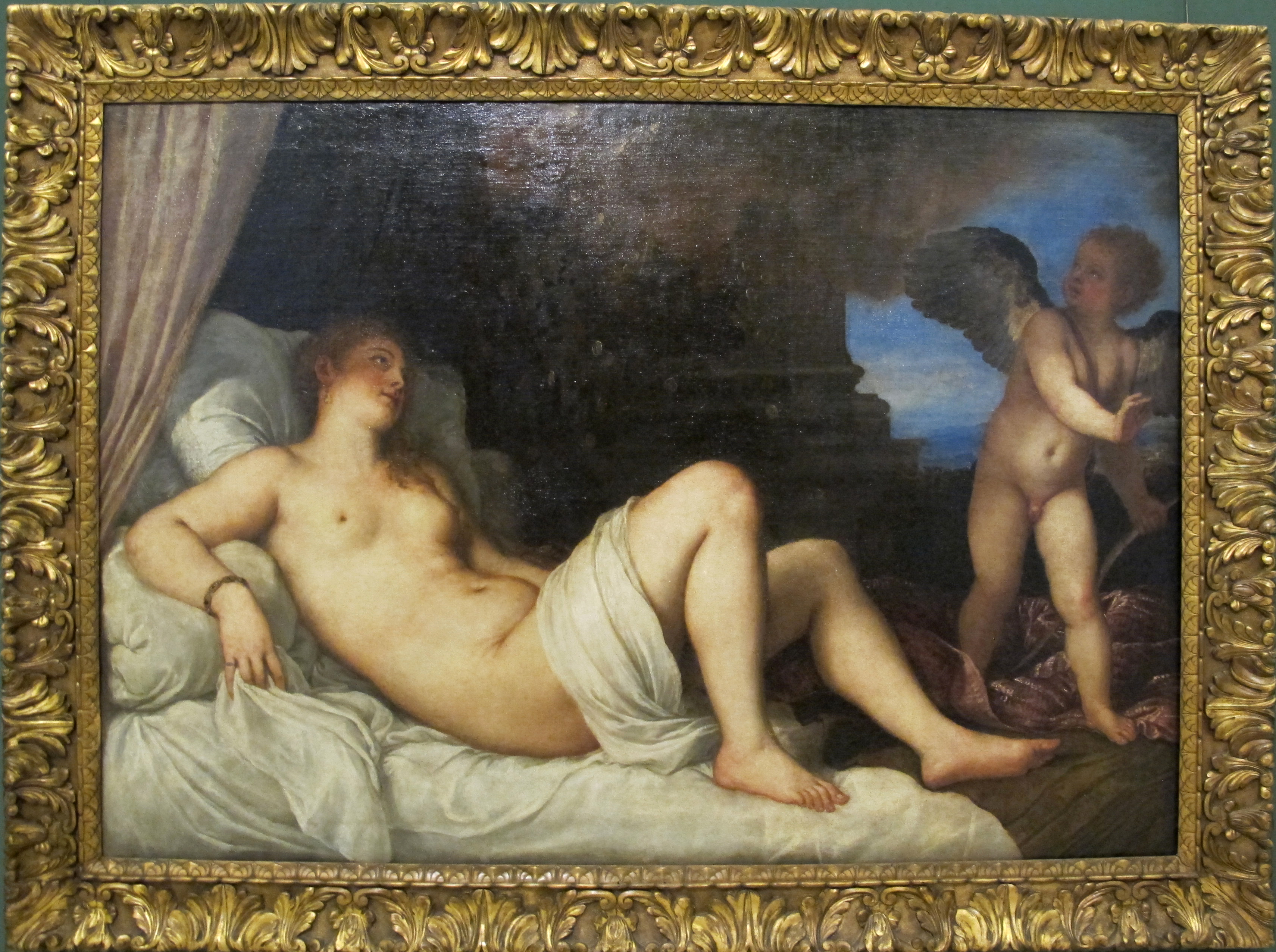
Danaë, Titien, vers 1546.
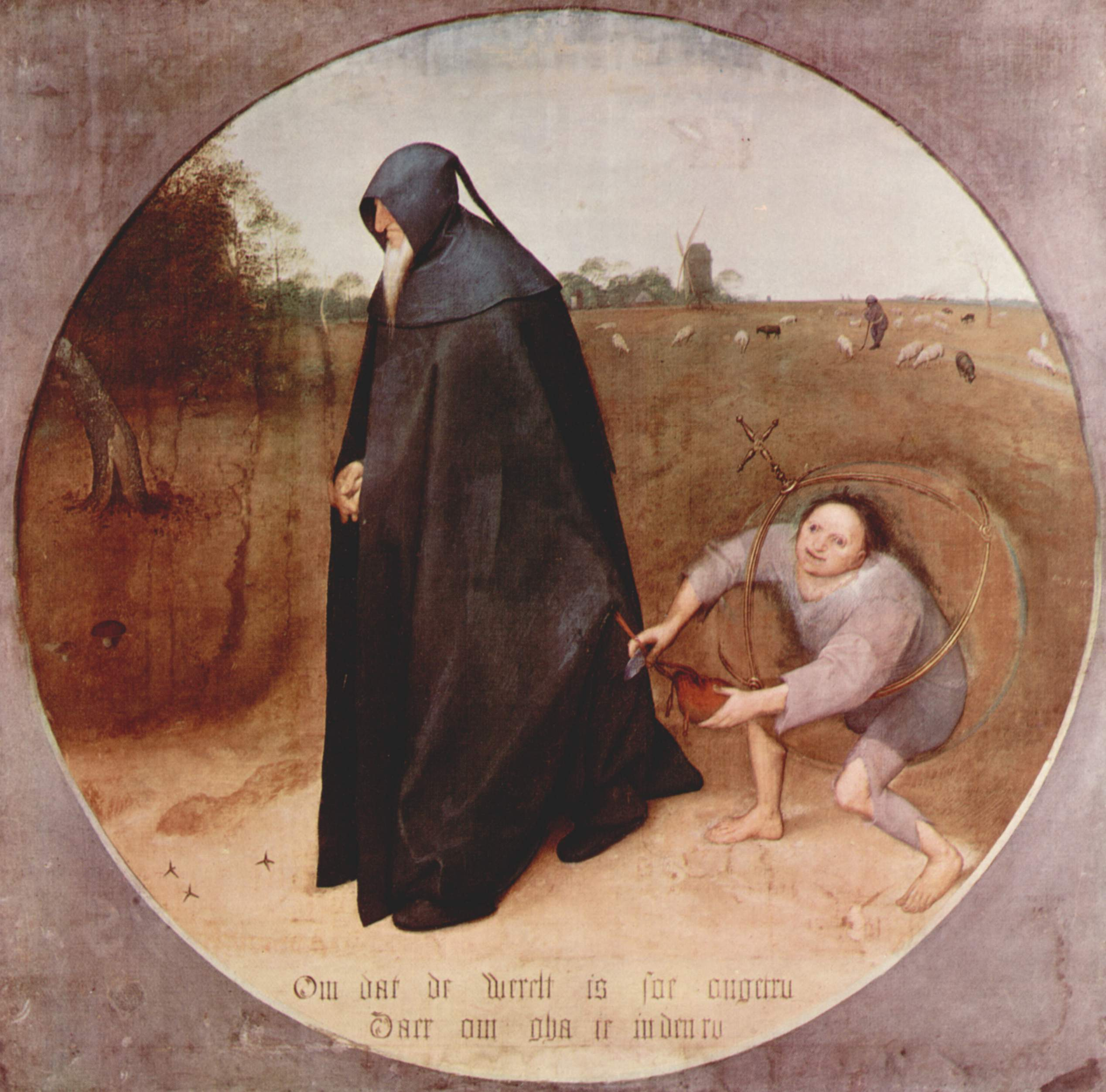
Le Misanthrope, Pieter Brueghel l'Ancien, 1568.
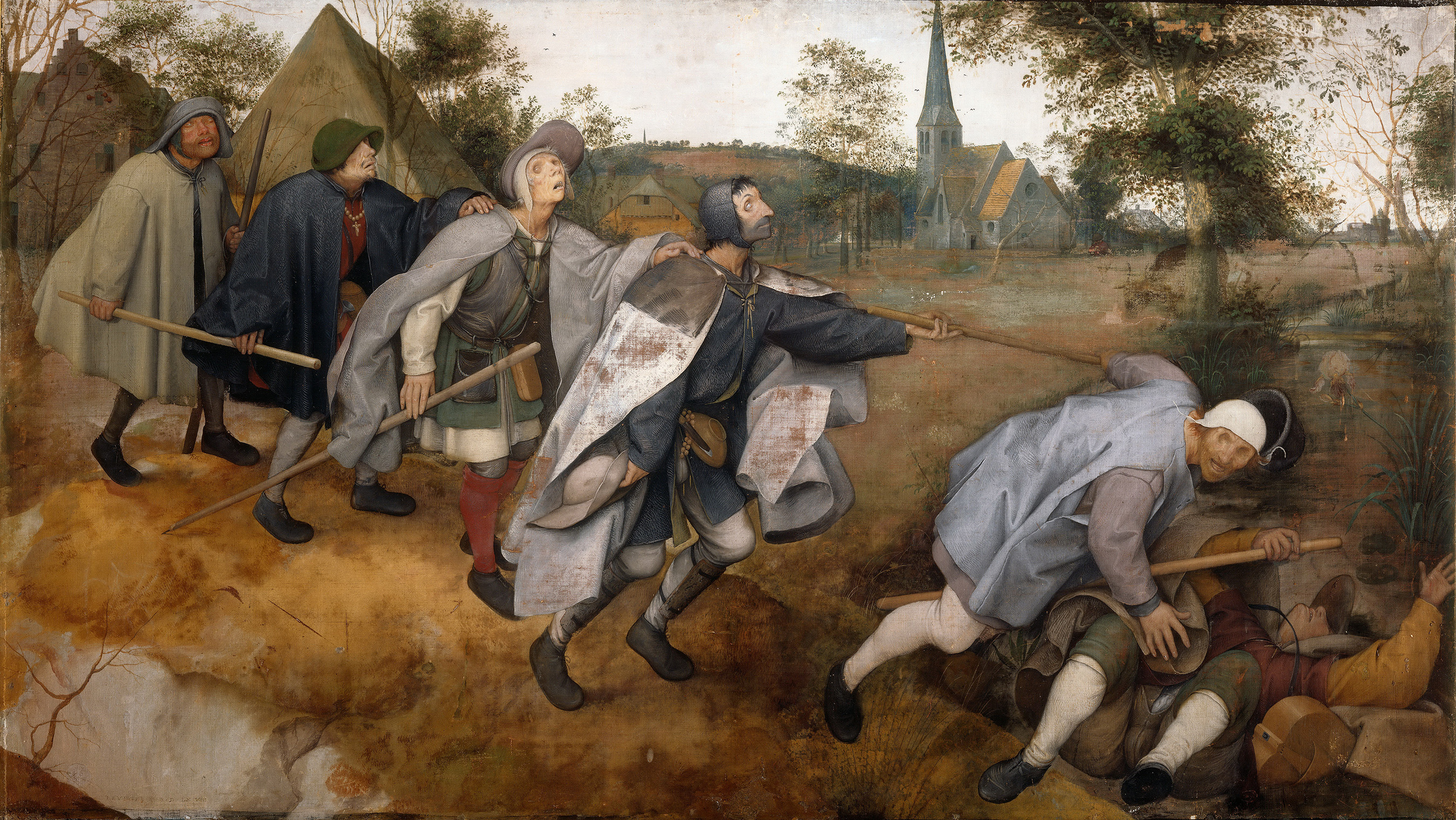
La Parabole des aveugles, Pieter Brueghel l'Ancien, 1568.
Jeune Garçon soufflant sur un tison, Le Greco, 1572.
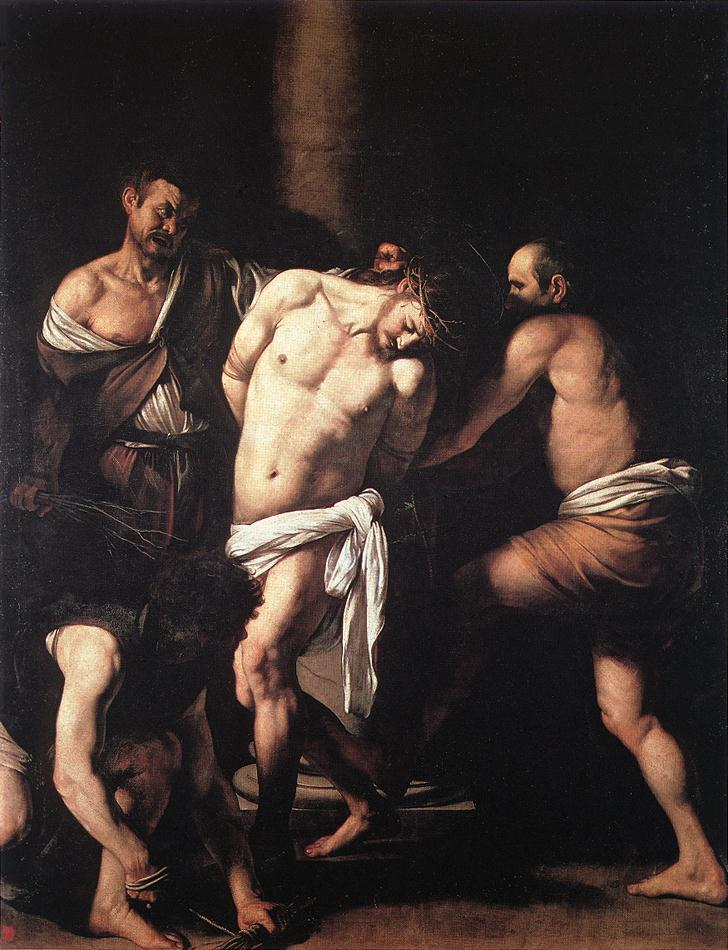
La Flagellation du Christ, Le Caravage, 1607.
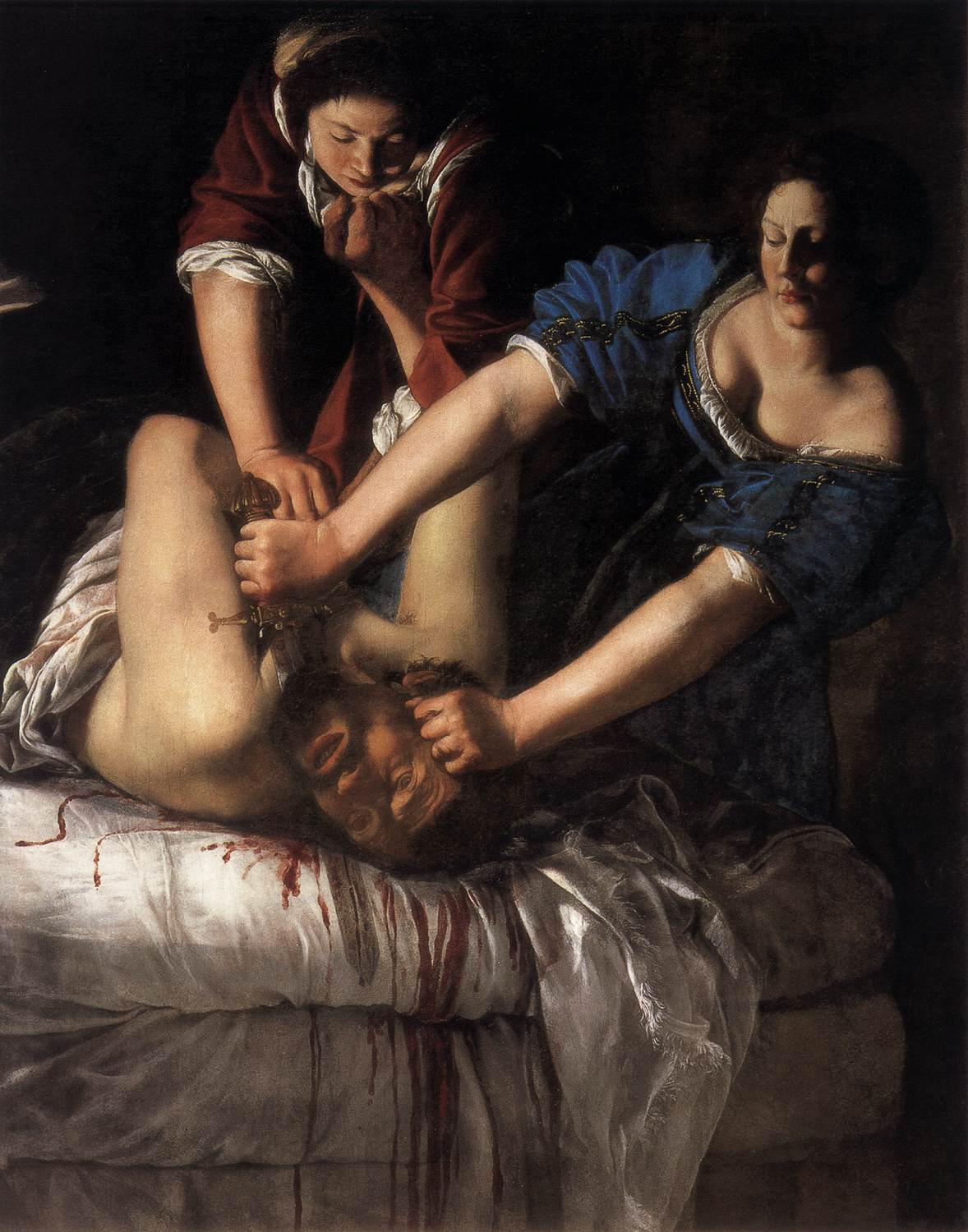
Judith décapitant Holopherne, Artemisia Gentileschi, 1613.
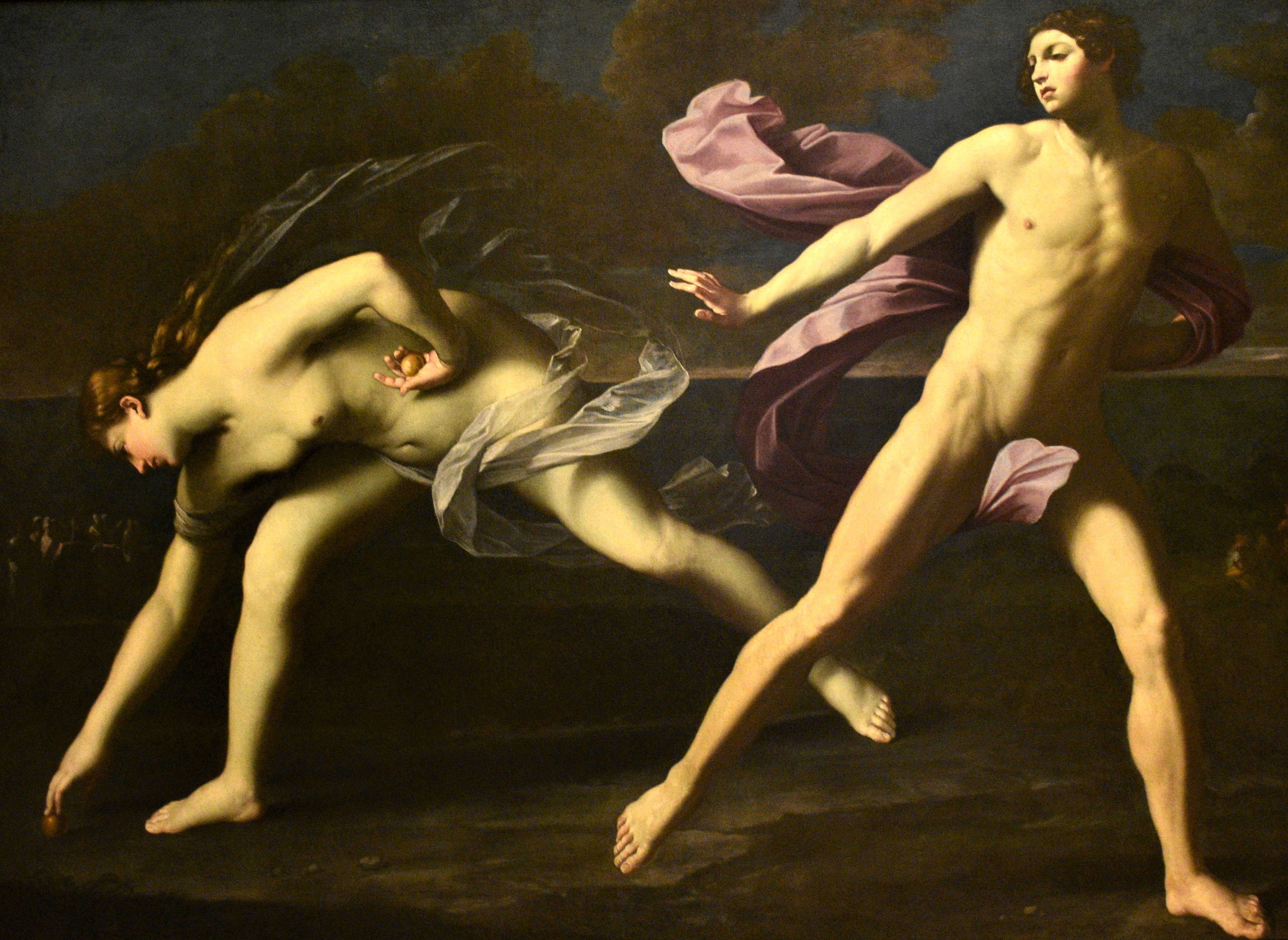
Atalante et Hippomène, Guido Reni, vers 1619.
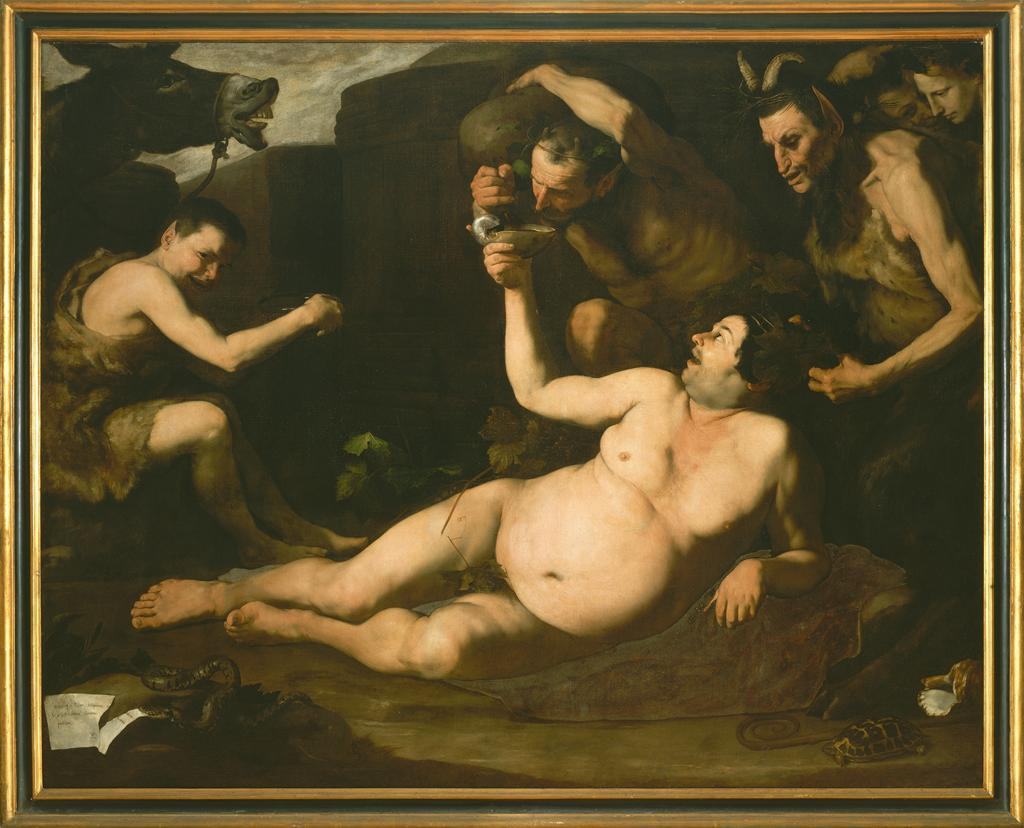
Silène ivre, José de Ribera, 1626.
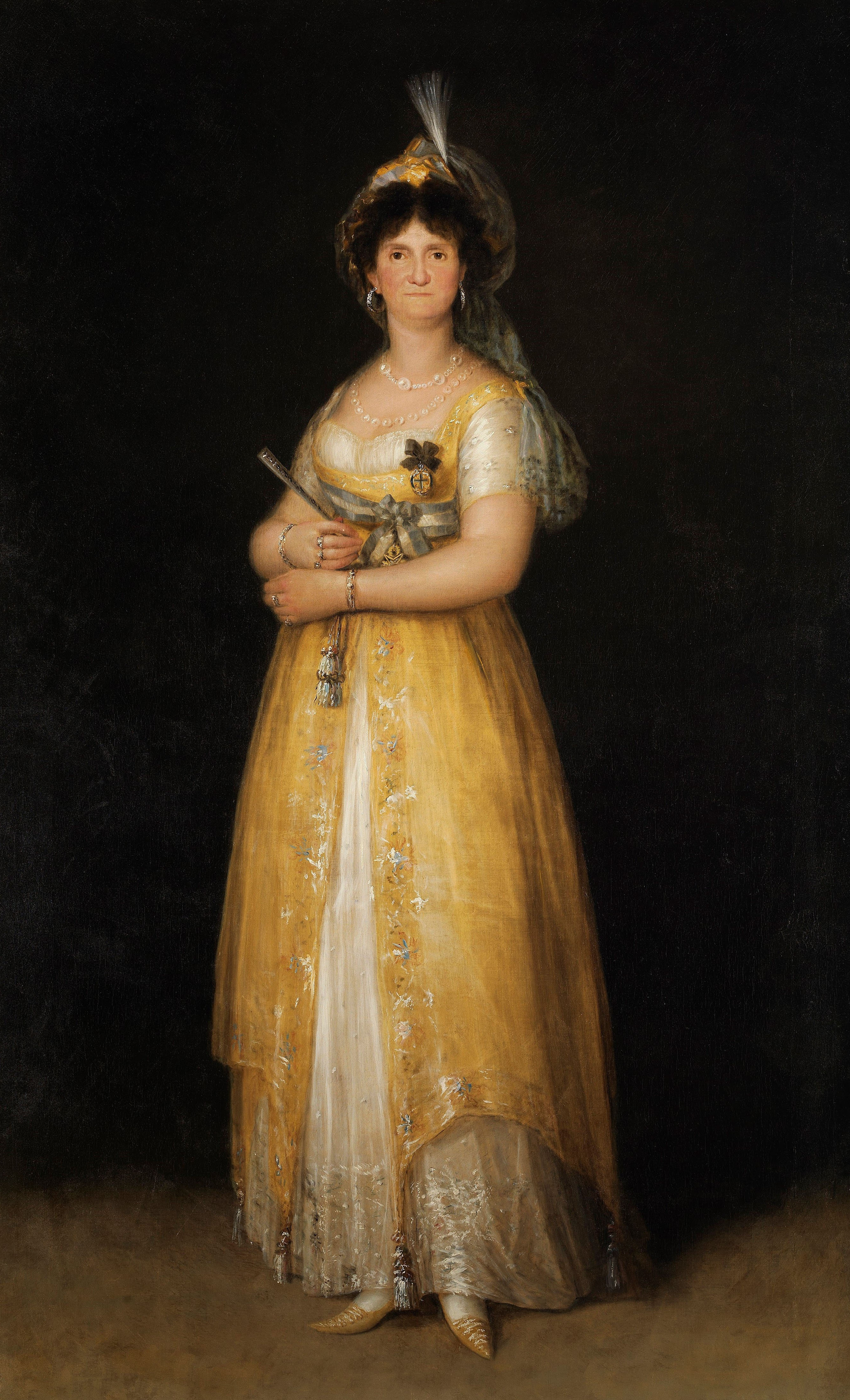
Marie-Louise de Parme, Goya, fin XVIIIe siècle.
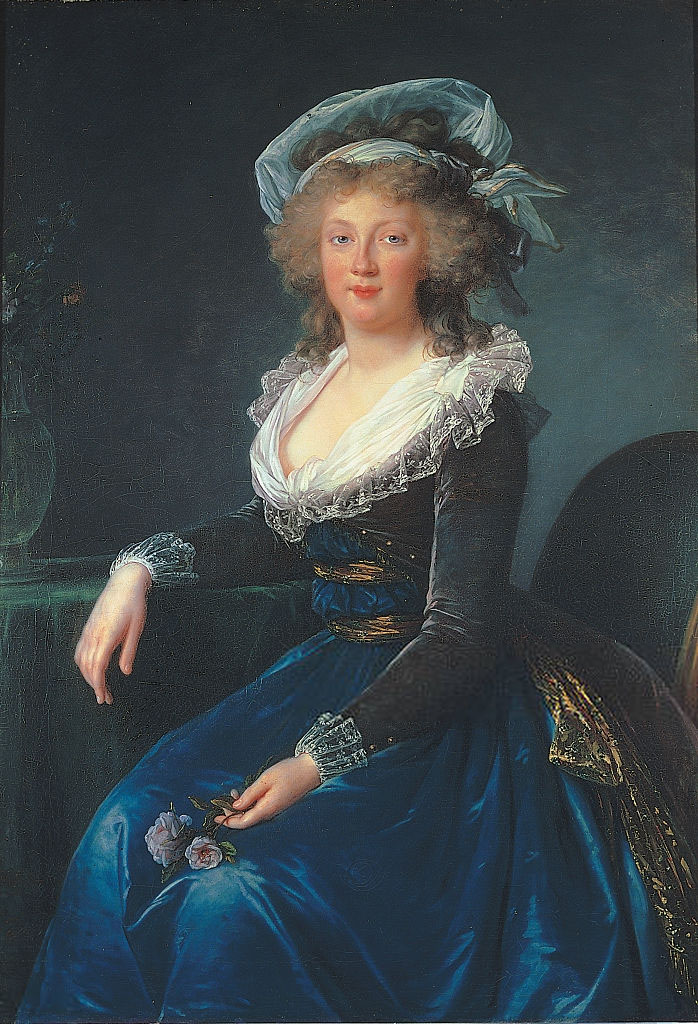
Marie-Thérèse de Bourbon-Naples, Élisabeth Vigée-Le Brun, 1790.
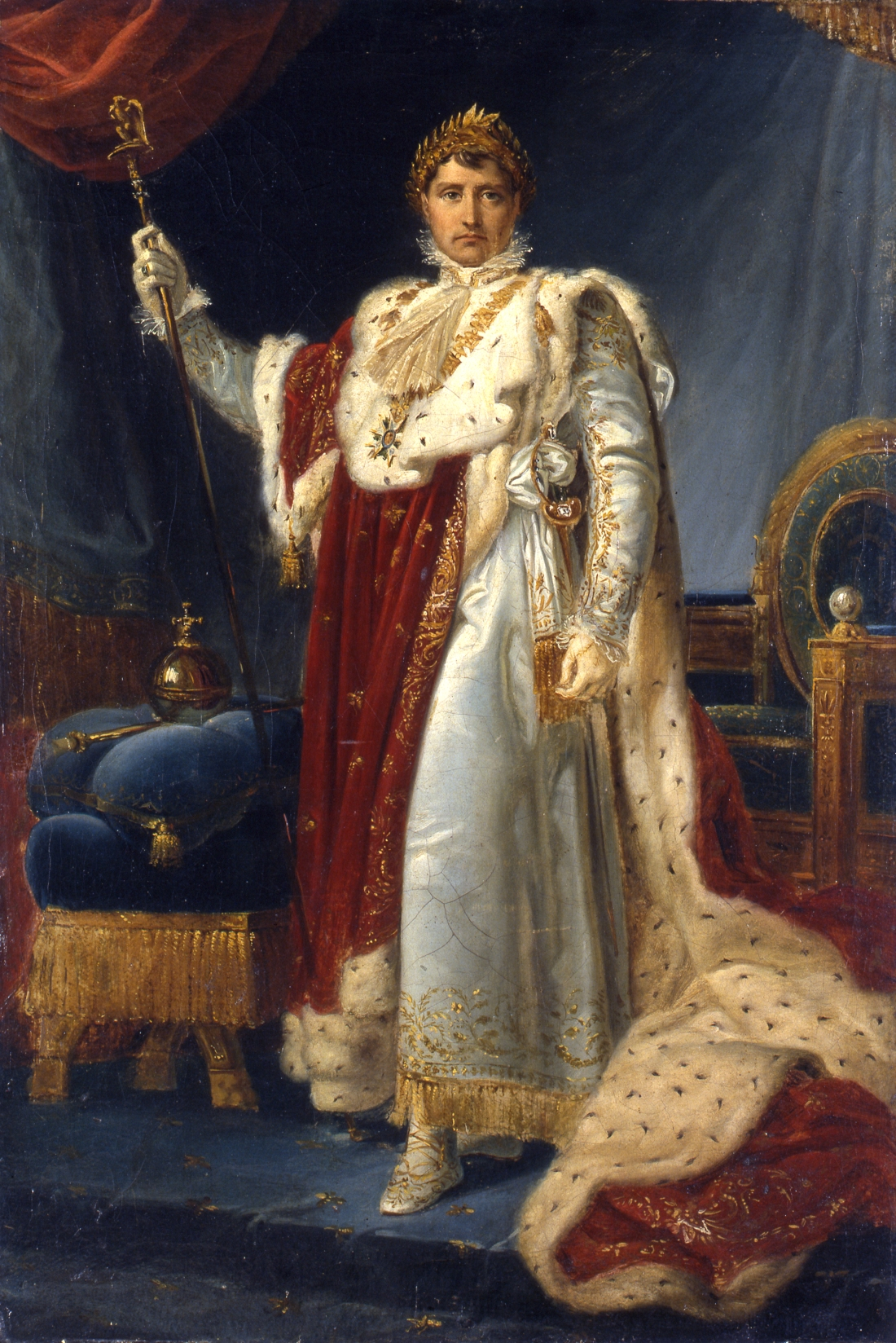
Napoléon Ier en empereur, François Gérard, 1805.